# Decrecimiento

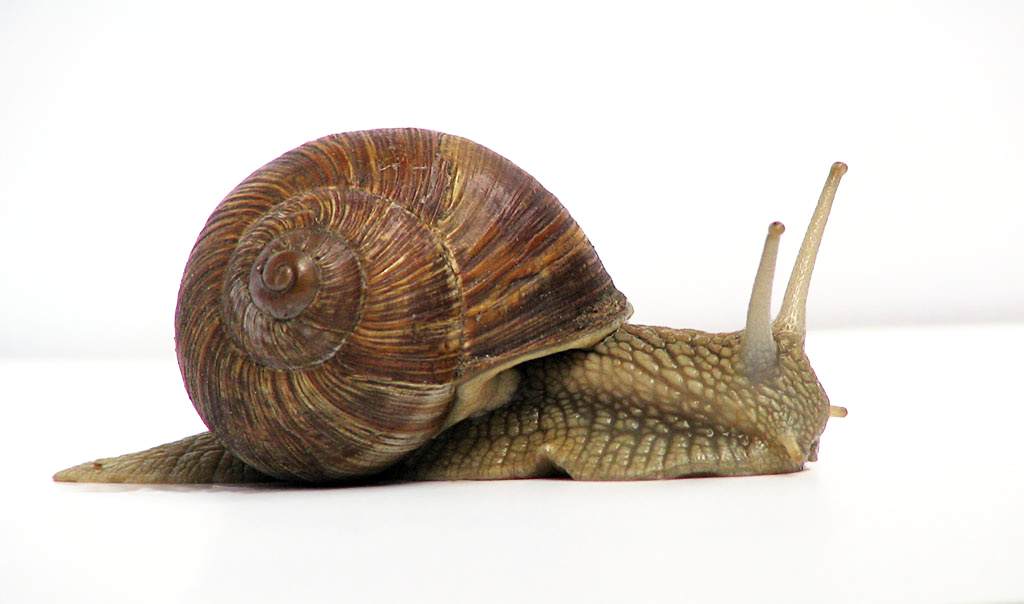
Muchas organizaciones por el decrecimiento han adoptado como logo el caracol, en referencia a las palabras de Iván Illich sobre la "Lógica del Caracol".

El decrecimiento, también conocido como decrecentismo, es un término utilizado tanto para un movimiento político, económico y social como para un conjunto de teorías que critican el paradigma del crecimiento económico. Se basa en ideas de una amplia gama de líneas de pensamiento como la ecología política, la economía ecológica y la justicia ambiental, señalando el daño social y ecológico causado por la búsqueda del crecimiento infinito y los imperativos occidentales de "desarrollo". El decrecimiento enfatiza la necesidad de reducir el consumo y la producción global (metabolismo social) y aboga por una sociedad socialmente justa y ecológicamente sostenible en la que el bienestar social y ambiental reemplace al PIB como indicador de prosperidad. Es probable que el PIB se redujese en una sociedad en la que se lograsen los objetivos del decrecimiento, aunque su incremento no es el objetivo principal del decrecimiento.
El decrecimiento resalta la importancia de la autonomía, el trabajo de cuidado, la autoorganización, los bienes comunes, la comunidad, el localismo abierto, el trabajo colaborativo, la felicidad y la convivencia.

## Concepto
El decrecimiento rechaza el objetivo de crecimiento económico en sí del liberalismo y el productivismo; en palabras de Serge Latouche:

"La consigna del decrecimiento tiene especialmente como meta, insistir fuertemente en abandonar el objetivo del crecimiento por el crecimiento mismo, [...] En todo rigor, convendría más referirse a "acrecimiento", tal como por ejemplo aludimos al "ateísmo"".

Por ello también se suelen denominar "objetores de crecimiento".
La investigación se inscribe en un movimiento más amplio de reflexión sobre la bioeconomía y el postdesarrollo, el cual implicaría un cambio radical de sistema. El decrecimiento tiene dos partes: (A) una parte ecológica y una de (B) justicia social. En primer lugar, el decrecimiento quiere reducir el uso excesivo de los recursos y energía (especialmente en los países más ricos del planeta). Durante este proceso se pretende también reducir la desigualdad y dar acceso a la población a los instrumentos necesarios para poder vivir largas y saludables vidas. Los decrecentistas entienden que el crecimiento perpetuo tiene fundamentos colonialistas por los cuales el Sur Global se mantiene pobre y endeudado para que los países del norte puedan obtener sus recursos y seguir creciendo. Así, no se puede aspirar a un mundo decrecentista sin reconocer previamente las desigualdades entre el norte y el sur del planeta, entendiéndolas como los frutos de un sistema capitalista y colonial donde los países del norte tienen una posición privilegiada ilícita.
La conservación del medio ambiente, afirman, no es posible sin reducir la producción económica que sería la responsable de la reducción de los recursos naturales y la destrucción del medio que genera, que actualmente estaría por encima de la capacidad de regeneración natural del planeta. Además, también cuestiona la capacidad del modelo de vida moderno para producir bienestar. Por estas causas se oponen al desarrollo sostenible, pues la evidencia científica hasta el momento no ha demostrado que sea posible desacoplar el crecimiento económico del impacto ambiental. El reto estaría en vivir mejor con menos.
Los partidarios del decrecimiento proponen una disminución del consumo y la producción controlada y racional, permitiendo respetar el clima, los ecosistemas y los propios seres humanos. Esta transición se realizaría mediante la aplicación de principios más adecuados a una situación de recursos limitados: escala reducida, relocalización, eficiencia, cooperación, autoproducción (e intercambio), durabilidad y sobriedad. En definitiva, y tomando asimismo como base la simplicidad voluntaria, buscan reconsiderar los conceptos de poder adquisitivo y nivel de vida. De no actuar razonadamente, opinan generalmente que se llegaría a una situación de decrecimiento forzado debido a esa falta de recursos: «y si no decrecemos, mi pronóstico es el siguiente, en virtud de un proyecto racional, mesurado y consciente, acabaremos por decrecer de resultas del hundimiento sin fondo del capitalismo global».
Sus defensores argumentan que no se debe pensar en el concepto como algo negativo, sino muy al contrario: «cuando un río se desborda, todos deseamos que decrezca para que las aguas vuelvan a su cauce».

## Historia

### Gestación ideológica
Aunque el decrecimiento tiene su fundamento teórico en escritos y pensadores del siglo XX (entre los que destacan el Club de Roma y el economista Nicholas Georgescu-Roegen), el concepto es también heredero de las corrientes de pensamiento anti-industriales del siglo XIX; lideradas por Henri David Thoreau (1817-1862) en los Estados Unidos, Lev Tolstoï (1828-1910) en Rusia con su crítica del Estado y la importancia de la libertad individual.
En Gran Bretaña, John Ruskin y el movimiento Arts & Crafts (1819-1900) reclamaron, en plena época victoriana, la primacía del ser humano sobre la máquina y oponía la creatividad y el arte a la producción en serie.
Posteriormente se incluyó en esta crítica el fracaso de la globalización en el desarrollo del tercer mundo con autores como Vandana Shiva o Arturo Escobar. 
Asimismo, el interés por articular lo individual y lo colectivo se hace eco de los escritos de Gandhi y su reflexión del lugar de cada persona en la sociedad. Su interpretación se acerca a la práctica de la vida sencilla: Necesitamos vivir simplemente para que otros puedan simplemente vivir. En su libro Hind Swaraj or Indian home rule realiza una crítica al desarrollo y de la noción misma de civilización, representada por Gran Bretaña y los occidentales. Gandhi muestra que cada progreso alcanzado implica una agravación de las condiciones de vida, y que la civilización occidental deja de lado la moralidad y la religión, y que crea nuevas necesidades relacionadas con el dinero imposibles de satisfacer y que aumenta por lo tanto las desigualdades.

### Nacimiento del concepto
La teoría enunciada por Nicholas Georgescu-Roegen sobre la bioeconomía su obra The Entropy law and the Economic Process (1971) forma parte de los cimientos del decrecimiento, así como las críticas a la industrialización en los años 1950, 60 y 70; de Günther Anders (La obsolescencia del hombre, 1956), Hannah Arendt (Condición del hombre moderno, 1958); o del Club de Roma, principalmente a través del Informe Meadows de 1972 que tiene como título en castellano Los límites del crecimiento o la crítica de Iván Illich en La convivencialidad  (1973).

#### Informes del Club de Roma
En 1968, el Club de Roma encarga a un equipo de investigadores del Instituto Tecnológico de Massachusetts un informe para encontrar soluciones prácticas a los problemas planetarios. Este informe, publicado en 1972 y titulado Los límites del crecimiento es el primer estudio importante que indica los peligros ecológicos del crecimiento económico sin precedentes que estaba experimentando el mundo en esa época (notar que el informe se realizó antes de la crisis de 1973). Su tesis principal es que en un planeta limitado, no es posible un continuo crecimiento económico.
Posteriormente hubo más informes. Sin embargo, aunque son considerados como los primeros estudios oficiales que presentaban claramente al crecimiento económico como agravante de las condiciones ecológicas planetarias, no pueden ser considerados como fundadores del decrecimiento, pues las tesis del crecimiento sostenible también se apoyan en ellos.
En un debate en París en 1972 sobre el Informe Meadows, con intervenciones de Sicco Mansholt, Herbert Marcuse, Edgar Morin, Edward Goldsmith (Le Nouvel Observateur, n. 397, junio de 1972), Michel Bosquet (es decir, Andre Gorz) introdujo explícitamente la idea de "decroissance"  (decrecimiento) preguntando si era compatible con el capitalismo.

#### Tesis de Nicholas Georgescu-Roegen
El matemático y economista Nicholas Georgescu-Roegen es considerado por algunos como el padre del decrecimiento: en 1971 publica la obra The Entropy Law and the Economic Process. Él estima que el modelo económico neoclásico no tiene en cuenta el principio de degradación de la energía y la materia (es decir, el Segundo Principio de la Termodinámica, por el que la entropía en el universo sólo puede aumentar con el tiempo). Por lo tanto, introduce la 'entropía' en sus análisis. Así, asocia a cada flujo económico, de materia y de energía una entropía que al aumentar, significa pérdida de recursos útiles. Por ejemplo, las materias primas empleadas para construir un ordenador son fragmentadas y diseminadas por todo el planeta, siendo prácticamente imposible reconstituir los minerales originales. En cuanto a la energía empleada para fabricar los componentes, se ha disipado para siempre.

#### Otras aportaciones e influencias

##### Schumacher y la economía budista
El libro de 1973 de E. F. Schumacher titulado Lo pequeño es hermoso es anterior al movimiento decrecentista como tal, pero no obstante, también ha servido de aporte inicial a las bases ideológicas decrecentistas. En este libro se critica el modelo neoliberal de desarrollo económico, tomando nota de lo absurdo del cada vez mayor "nivel de vida", basado únicamente en el consumo y que este a su vez fuese visto como el objetivo principal de la actividad económica y del desarrollo. En cambio, Schumacher se refiere a una economía budista como aquella práctica que tiende a maximizar el bienestar y a reducir al mínimo el consumo.

##### Felicidad nacional bruta
El término de felicidad nacional bruta fue propuesto por Jigme Singye Wangchuck, rey de Bután, en 1972, como respuesta a las críticas de la constante pobreza económica de su país.  Mientras que en los modelos económicos occidentales se ve al crecimiento económico como el objetivo principal, el indicador de felicidad nacional bruta se fundamenta en que el concepto del refuerzo espiritual, y no solo el material, es la verdadera premisa del desarrollo humano.  Así mismo, para el exministro de Bután, Jigme Thinley, «el dogma de la productividad y el crecimiento ilimitado en un mundo finito es insostenible e injusto para las generaciones futuras».

##### Estado estacionario de Daly
Como variante inicial de las propuestas originales de Roegen, su discípulo Herman Daly propuso que puede existir un estado sostenible óptimo de la economía humana denominándola estado estacionario de equilibrio dinámico (DESSE) a partir de conceptos previos de los economistas neoclásicos que tenían una opinión favorable de este estado, como John Stuart Mill. Sin embargo, Georgescu-Roegen no aprobaba las simpatías de sus discípulos con la idea de estado estacionario ya que consideraba que violaba la cuarta ley de la termodinámica, es decir, el reciclaje completo es imposible debido al ejemplo del ordenador antes ya descrito. Mientras tanto, Latouche considera al estado estacionario como una imposibilidad entrópica, quedando como única opción el decrecimiento.

### Expansión del movimiento

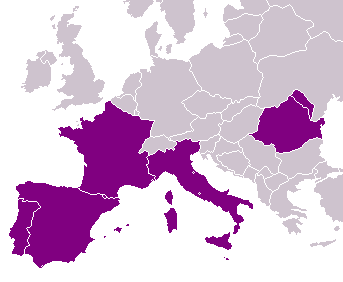
Desde sus comienzos, Europa latina ha sido importante epicentro ideológico de este movimiento.

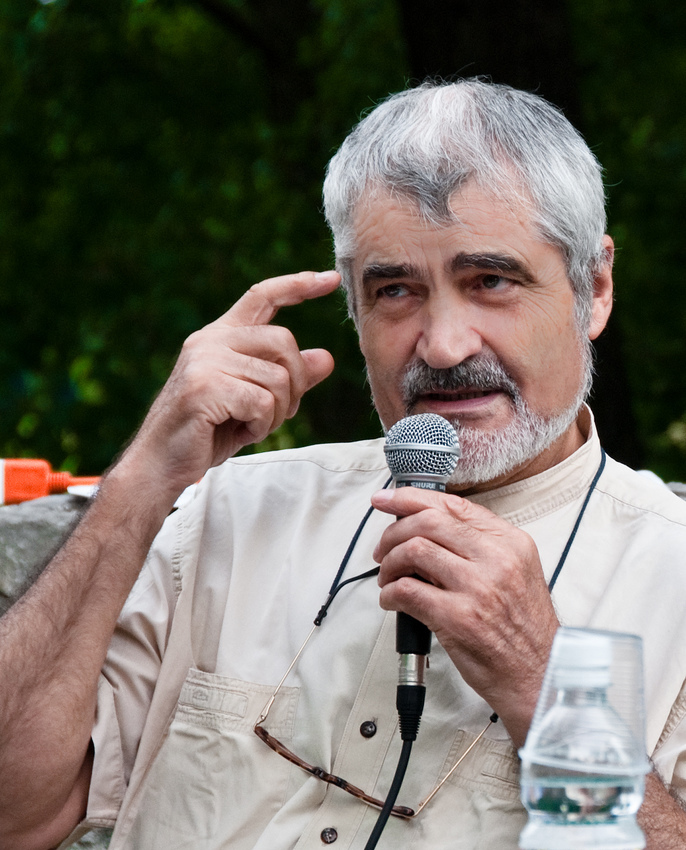
Serge Latouche, célebre ideólogo y divulgador del decrecimiento.

#### Europa latina

##### Auge en Francia
El decrecimiento comienza a tomar gran fuerza en Francia durante los años noventa, donde teóricos como Serge Latouche, Vincent Cheynet o François Schneider aportan para su desarrollo. Se realizan publicaciones importantes que han marcado hitos sobre el decrecimiento como los artículos publicados en la revista Silence en 1993 y 2002, el periódico semanal La Décroissance que ha alcanzado una tirada de 50 000 ejemplares, y el libro Objetivo decrecimiento de 2003. En ese mismo año se crea el Instituto de Estudios Económicos por el Decrecimiento Sustentable, del que es presidente Serge Latouche, el ideólogo actual del decrecimiento más reconocido. Otros acontecimientos importantes son el encuentro en París de la asociación Ligne d’Horizon en 2002 llamado "Deshacer el Desarrollo, Rehacer el Mundo" y la conformación de un nuevo partido político llamado PPLD (Partido por el Decrecimiento) con miras a las elecciones parlamentarias. Durante 2008 se organizó la primera conferencia internacional sobre decrecimiento económico para la sostenibilidad ecológica y equidad social en París, Francia. Un año antes, Alain de Benoist, teórico de la Nueva Derecha francesa, una corriente extremista, publicó Demain le decroissance! Penser l´ecologie jusqu´au bout, traducido al español por Ernesto Milá y publicado por Ediciones Identidad.

##### Italia
En Italia el movimiento toma fuerza tras la publicación de La decrescita felice y a través del resto de los países europeos por medio de movimientos sociales como organizaciones de trueque y cooperativas agroecológicas. 
En conjunto con la ciudad de Montreal, Canadá, en 2012 se llevó a cabo la tercera conferencia internacional sobre decrecimiento económico para la sostenibilidad ecológica y equidad social en Venecia, Italia.

##### España
En España se ha popularizado el concepto y existen numerosas organizaciones en torno al decrecimiento en todo el país, como la Entesa pel Decreixement en Cataluña, que en marzo de 2007 organizó las jornadas Desfer el Creixement, Refer el Món.
En cuanto a autores, Agustín López Tobajas, es precursor del decrecimiento desde un punto de vista espiritualista, con la publicación en 2008 de su Manifiesto contra el progreso . También ha contribuido Ernesto Milá con su traducción del libro al respecto de Alain de Benoist y especialmente Carlos Taibo con diversas publicaciones y conferencias. Julio García Camarero ha introducido en el país el concepto de decrecimiento feliz. Julio García Camarero, en España, junto a Maurizio Pallante, en Italia, han creado una corriente dentro del decrecimiento, "el decrecimiento feliz" que plantea que el objetivo fundamental del decrecimiento es conseguir la felicidad de las personas y el desarrollo humano.
Del 26 al 29 de marzo de 2010 se llevó a cabo la Segunda Conferencia Internacional sobre Decrecimiento Económico para la sostenibilidad ecológica y equidad social. Más de 500 participantes de más de 40 países dentro de los cuales se encontraban científicos, miembros de la sociedad civil y profesionales asistieron al evento que tuvo lugar en el edificio histórico de la Universidad de Barcelona. 
En noviembre de 2016 se dio a conocer un estudio acerca del apoyo entre la población española de la renuncia el crecimiento económico como objetivo social. El resultado reveló que más de un tercio de la población apoyaría el decrecimiento o el acrecimiento (renunciar al crecimiento como objetivo social y político).

#### Mundo anglosajón y germanohablante
Independientemente de los movimientos decrecentistas de Europa latina, desde 1986 en Estados Unidos y Canadá han existido movimientos inspirados en las visiones utópicas de Henry David Thoreau con su propia visión de la simplicidad voluntaria como el simple living, simplicity with style y el downshifting. Estos movimientos alcanzaron su máximo auge a mediados de la década de los noventa para después desacelerar su propagación.
Posteriormente, ante el surgimiento de nuevas problemáticas como el calentamiento global, la extinción masiva y el cenit del petróleo, en esta esfera cultural se empieza a adoptar el término de Degrowth derivado del término decrecimiento ya empleado en Europa Latina. Al mismo tiempo, autores como Richard Heinberg o James Howard Kunstler hacen un llamamiento en importantes publicaciones a la población estadounidense sobre la necesidad del decrecimiento y la relocalización económica.
En Kinsale, Irlanda, durante 2005 surgió el movimiento propuesto por el ambientalista Rob Hopkins de las comunidades de transición. El concepto se esparció rápidamente y para septiembre de 2008 ya eran cientos de pueblos y ciudades reconocidos oficialmente como comunidades de transición en Reino Unido, Irlanda, Canadá, Australia, Nueva Zelanda, Estados Unidos, Italia y Chile.
Asimismo, en abril de 2010 se celebró en Vancouver un importante encuentro con más de 300 personas alrededor del tema del decrecimiento.  En 2014 la Universidad de Leipzig, el grupo de investigación del DFG Postwachstumsgesellschaften de la Universidad de Jena, la red alemana para el decrecimiento Netzwerk Wachstumswende, Konzeptwerk Neue Ökonomie y Research & Degrowth Network organizaron la cuarta conferencia del decrecimiento para la sustentabilidad ecológica y la equidad social en la ciudad de Leipzig, Alemania, contando con la asistencia de alrededor de tres mil personas para su inauguración. En Austria dos figuras importantes son Iván Illich y André Gorz.

#### Hispanoamérica
En Hispanoamérica también ya se ha comenzado a reconocer al movimiento decrecentista bajo el término de descrecimiento que se inventó en México (2007) y también es un eslogan, una consigna política que tiene el objetivo de dar una denotación o connotación de reducción voluntaria del crecimiento económico en México o en los países del Sur global, a diferencia del decrecimiento que se reconoce como un fracaso gubernamental: en estos países se requieren acciones o políticas de reducción del crecimiento económico muy diferentes a las que se acostumbran en España o en los países del Norte global, donde nació este movimiento contra el crecimiento sin límites .
El descrecimiento es ahora también una palabra aceptada desde hace algunos años por la Real Academia Española.   
México:
En octubre de 2007 se realiza en la Ciudad de México el primer coloquio del Ciclo de Coloquios La Apuesta por el Descrecimiento que termina en 2008.
En México en 2009 la red ecologista autónoma de la cuenca de México (Ecocomunidades) a cargo de Miguel Valencia Mulkay y varios intelectuales organizaron el seminario «para impulsar el descrecimiento en México» con el objetivo de plantear alternativas al crecimiento acelerado de las sociedades humanas.
Entre 2009 y 2012 se realizan diversos seminarios y talleres sobre este tema.
En 2010, Ecocomunidades organiza la realización de diversas conferencias de Serge Latouche en grandes universidades mexicanas y en Barcelona se abre la relación de este movimiento mexicano con el movimiento europeo degrowth.
En 2018 se organizó la Primera Conferencia Norte-Sur por el Descrecimiento ("First North South Conference on Degrowth-Descrecimiento") en la Ciudad de México.
Venezuela:
En Venezuela, el ministro Jesse Chacon ha planteado un plan de desarrollo del país para la década 2012-2021 basado en el decrecimiento y encaminado a superar la dependencia del petróleo.
Colombia:
En Colombia causó controversia la ministra de Minas y Energía, Irene Vélez, al plantear en el séptimo Congreso Nacional Minería la necesidad de una nueva geopolítica basada en el decrecimiento, principalmente de los países más desarrollados. El propio presidente, Gustavo Petro, reflexionó en la clausura del Congreso sobre el concepto del decrecimiento económico y la transición energética. 

### Decrecimiento y religiones

#### Budismo
Desde sus inicios, conceptos de ideología budista influyeron en las primeras formulaciones del decrecimiento, como la economía budista o la felicidad nacional bruta.  En el debate organizado por Le Nouvel Observateur, en 1972, donde el mismo André Gorz introdujo el término décroissance, Sicco Mansholt anunciaba que prefería la felicidad nacional bruta al producto nacional bruto.  Para Schumacher, el «sistema budista trata de maximizar la satisfacción humana optimizando el patrón de consumo, mientras que el materialista trata de maximizar el consumo optimizando el patrón del esfuerzo productivo».

#### Cristianismo
En junio de 2015 se publica oficialmente la encíclica Laudato si' del papa católico Francisco I. Esta encíclica se centra en temas como la «deuda ecológica» y la «deuda social» entre el norte rico y el sur pobre, en el origen antropogénico del calentamiento global, la necesidad de crear instituciones internacionales fuertes, la necesaria presión a los líderes políticos y el sacrificio individual frente al consumo innecesario. Igualmente, este texto critica la noción del «crecimiento ilimitado que ha entusiasmado tanto a economistas, financistas y tecnólogos» y que «supone la mentira de la disponibilidad infinita de los bienes del planeta». Sobre el crecimiento desmedido del norte y la desigualdad con respecto al sur el papa argumenta que «es insostenible el comportamiento de aquellos que consumen y destruyen más y más, mientras otros todavía no pueden vivir de acuerdo con su dignidad humana» y que «ha llegado la hora de aceptar cierto decrecimiento en algunas partes del mundo aportando recursos para que se pueda crecer sanamente en otras partes».

## Conceptos relacionados
El concepto de "decrecimiento" nace durante los años 70 de la conciencia de las consecuencias atribuidas al productivismo de la sociedad industrial, sin importar si esta sea derivada de un sistema capitalista o socialista, es decir, no sólo es un movimiento anticapitalista sino también es una ideología antiproductivista.   Los partidarios del decrecimiento además afirman que este tipo de desarrollo económico se opone a los « valores humanos».
Los defensores del desarrollo sostenible creen que el crecimiento económico es compatible con la preservación de los recursos naturales si se disminuye el consumo energético. En la mayoría de gobiernos de los países industrializados también se ha comenzado a hablar de “políticas de sostenibilidad”, e incluso a tratar de aplicar sus principios.   Sin embargo, la teoría que defiende el decrecimiento opina que al aumentar la producción de bienes y servicios necesariamente aumentaría el consumo de recursos naturales, y que si este consumo es más rápido que la regeneración natural, como ocurre actualmente, esta situación nos llevaría al agotamiento de estos.

### Críticas al sistema productivista y sus impactos

#### La huella ecológica

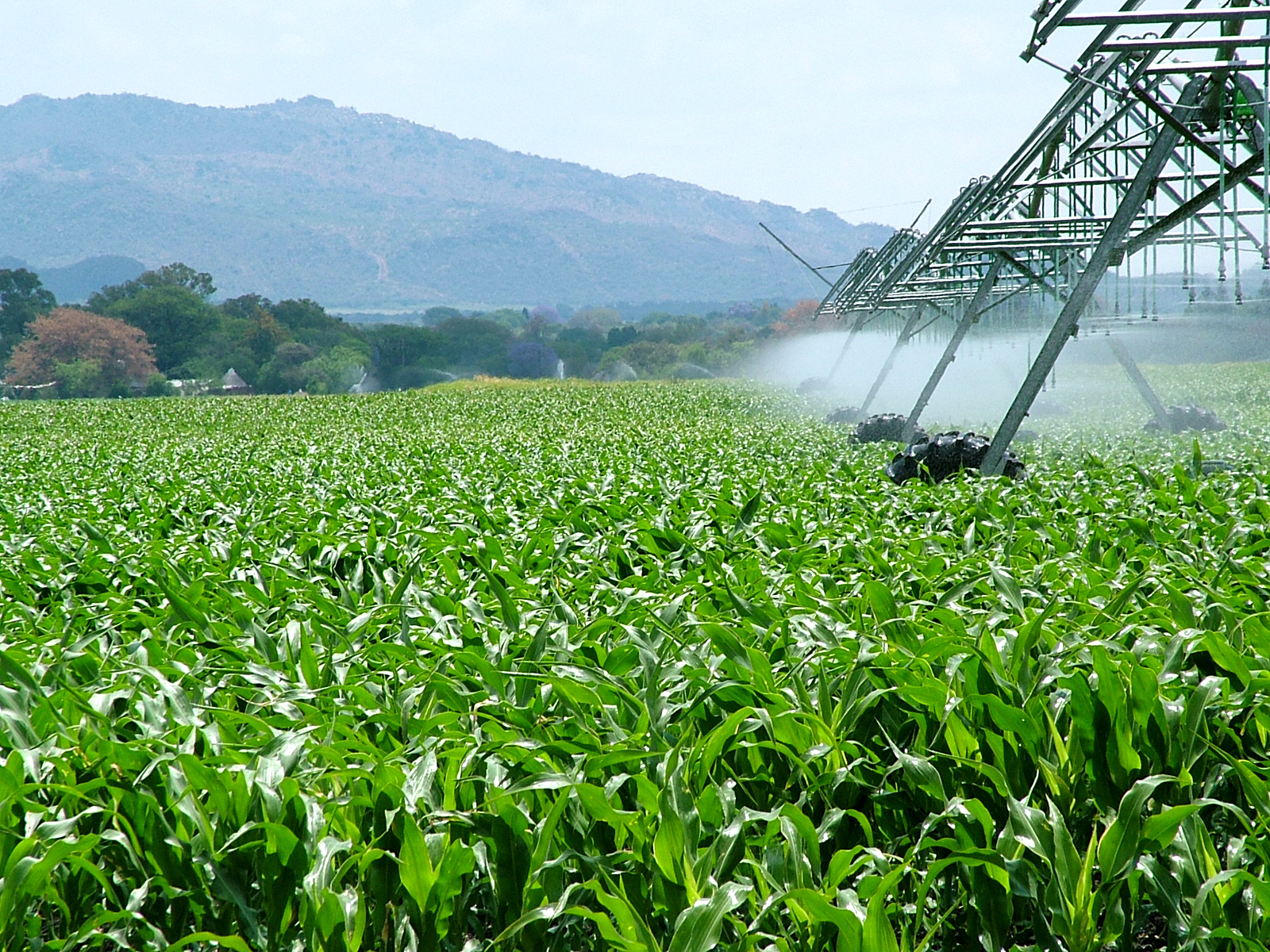
Cálculo de la Huella - Factores considerados:
1. La cantidad de hectáreas utilizadas para urbanizar, generar infraestructuras y centros de trabajo.
2. Hectáreas necesarias para proporcionar el alimento vegetal necesario.
3. Superficie necesaria para pastos que alimenten al ganado.
4. Superficie marina necesaria para producir el pescado.
5. Hectáreas de bosque necesarias para asumir el CO_{2} que provoca nuestro consumo energético.

Es una herramienta habitual para estimar la desproporción entre recursos disponibles y consumidos. La huella ecológica se define como el área productiva necesaria para continuar el ritmo de consumo de una población determinada.
| MUNDO                     | 6301,5 | 2,23 | 6476 | 2,7 |
| Países de ingresos altos  | 955,6  | 6,4  | 972  | 6,4 |
| Países de ingresos medios | 3011,7 | 1,9  | 3098 | 2,2 |
| Países de ingresos bajos  | 2303,1 | 0,8  | 2371 | 1   |

¹ hag/persona
² Millones de personas
Así, mientras cada habitante de un país considerado de "ingresos altos" vive con lo que producen 6.4 ha, cada habitante de un país de "ingresos bajos" vive con lo producido por 1 sola ha (de media).
Para entender bien el concepto, veamos un ejemplo: mientras cada habitante de Bangladés vive con lo que producen 0,56 ha, cada estadounidense "necesita" 12,5 ha. Luego cada norteamericano usa un terreno que es 22,3 veces mayor que el que usa un bangladesí. De las 12,5 ha, 5,5 están en Estados Unidos y el resto (7 ha) se encuentran en el extranjero.
Según el mismo informe, para el año 2005 se estimó el número de hectáreas globales (hectáreas bioproductivas) por persona en 2,1. Sin embargo, vemos que para todo el mundo, el consumo se sitúa en 2,7. Por lo tanto, al menos para este año (y la tendencia es creciente), estuvimos sobre-consumiendo respecto de la capacidad del planeta: estamos destruyendo los recursos a una velocidad superior a su ritmo de regeneración natural.
Así, globalmente se suele estimar en entre tres y ocho planetas los recursos necesarios para que la población mundial se acerque al nivel de vida actual europeo. Por lo tanto, la única forma de alcanzar la igualdad económica mundial de forma durable sería que los países ricos decrecieran. 
En el supuesto de una progresiva desaparición de los recursos naturales, esta situación llevaría pues a una reducción obligada del consumo. Lo que propone el decrecimiento es una disminución controlada y consciente, anticipándose al cambio para que este sea lo menos traumático posible.
Sin embargo, el cálculo de la huella ecológica es complejo, y en algunos casos imposible, lo que constituye su principal limitación como indicador. Aunque el valor cuantitativo pueda resultar erróneo su sentido cualitativo se considera correcto.
Desacoplamiento
Desacoplamiento, que en términos generales se refiere a lograr que una variable que en principio es dependiente de otra deje de serlo. En el contexto de la ecología política y el movimiento descrecentista, el desacoplamiento se refiere a las variables de crecimiento económico (ampliamente medida como crecimiento del PIB en una región o país) del impacto ambiental (medido como huella ecológica, consumo de energía o emisión de gases de efecto invernadero, entre otras). Es decir, la teoría del desacoplamiento dice que es posible crecer económicamente sin implicar un crecimiento de impacto ambiental. Dentro de esta teoría se reconocen dos tipos de desacoplamiento: relativo y absoluto.
Desacoplamiento relativo: se refiere a una diferencia en la velocidad de cambio de dos variables, aunque en la misma dirección. Es decir, una economía puede presentar desacoplamiento relativo cuando su economía crece a una velocidad diferente de la que crece su impacto ambiental
Desacoplamiento absoluto: sucede cuando las dos variables cambian en dirección diferente. En este caso se refiere a un crecimiento económico en simultáneo con un decrecimiento del impacto ambiental
La búsqueda del desacoplamiento absoluto como estrategia económica y ambiental pretende llegar al punto en que la presión sobre recursos naturales se disminuye sin que haya una caída en la actividad económica. Adicionalmente, en el contexto de metas ambientales globales como los Objetivos de Desarrollo Sostenible, es relevante hablar de desacoplamiento suficiente para prevenir daños irreversibles a los ecosistemas o para cumplir metas de calentamiento global. Existen casos aislados donde se ha demostrado desacoplamiento relativo, especialmente en países del norte global, pero no hay evidencia contundente de que se haya alcanzado en la magnitud necesaria para cumplir metas ambientales relacionadas con reducción de emisión de gases de efecto invernadero, reducción de la huella ecológica o contención del aumento en la temperatura global. Por lo anterior, los científicos han acuñado el concepto del «desacoplamiento absoluto suficiente». La historia del desacoplamiento entre el crecimiento económico y el impacto ambiental se remonta a los años 90 cuando varios economistas propusieron la posibilidad de que existiera una Curva de Kuznets medioambiental. Es decir, que la curva que describe la relación entre crecimiento económico e impacto ambiental se comportara como una campana que primero tiene una correlación positiva, llega a un pico y luego su correlación se invirtiera después de alcanzar cierto nivel de crecimiento.
Buena parte del optimismo detrás del desacoplamiento y el crecimiento sostenible o verde se justifica con el argumento de que los avances tecnológicos eventualmente llevarán a desarrollar artefactos suficientemente eficientes como para suplir las necesidades tecnológicas de la economía creciente actual pero disminuyendo el consumo energético. Sin embargo, hasta ahora, no hay evidencia empírica sólida que respalde tal argumento, en parte porque se ha observado un efecto rebote en el uso de la energía. Los aumentos en eficiencia energética alcanzados por desarrollos tecnológicos han desembocado en un aumento de consumo de energía en términos absolutos. Por ejemplo: Si alguien compra un coche más eficiente que consume menos combustible por kilómetro que su coche anterior, podría decidir usarlo más seguido o realizar viajes más largos porque ahora le cuesta menos. Como resultado, el ahorro de energía por kilómetro se reduce, ya que el mayor uso del coche aumenta el consumo total de combustible. Este fenómeno es un obstáculo en los esfuerzos para reducir el uso de recursos o las emisiones, porque los beneficios de la eficiencia pueden ser parcialmente anulados por un aumento en el consumo total.

#### Consumo y escasez de recursos
Es sabido que a medida que la economía y la población crezca, la necesidad de recursos pudiera hacerlo también. En el siglo XVIII el economista inglés Thomas Malthus tras su "ensayo sobre el principio de la población" empezó a plantear el problema de escasez frente a superpoblación. Sin embargo, sus pronósticos se vieron empañados tras el auge de la revolución industrial y la era del petróleo barato, no siendo hasta bien avanzado el siglo XX que resurgieron voces que recalcaban este problema como el Club de Roma en el libro "Los límites del crecimiento" e importantes pronósticos de geólogos como el cenit del consumo del petróleo estadounidense de 1970 de M. King Hubbert.
En sus tesis suelen describir una cantidad fija de recursos no renovables que en algún punto se vean escaseados, como es el caso del petróleo, diversos metales, el carbón, el gas y el uranio. Además se agrega que los recursos renovables también pueden agotarse si son extraídos a un ritmo insostenible durante períodos prolongados, como por ejemplo lo ocurrido en la producción de caviar en el mar Caspio.
De ahí en adelante existe una mayor preocupación sobre cómo la creciente demanda deberá cumplirse tras la disminución de los suministros. Muchos tienen un optimismo puesto en la tecnología para desarrollar sustitutos de los recursos que se puedan agotar. Por ejemplo, algunos ven a los biocombustibles como sustituto del déficit de la demanda después del cenit del petróleo. Sin embargo, otros han argumentado que ninguna de las alternativas podrían reemplazar con eficacia la versatilidad, eficiencia y portabilidad del petróleo.
Los partidarios del decrecimiento sostienen que el descenso del consumo es la única forma de cerrar la brecha de forma permanente. Para los recursos renovables, la demanda, y por lo tanto la producción, también deben ser llevados a niveles que impidan el agotamiento y evite el deterioro ambiental. Avanzar hacia una sociedad que no sea dependiente del petróleo es visto como meta esencial para evitar el colapso societal cuando los recursos no renovables se agoten. "Sin embargo, el decrecimiento no es sólo una cuestión cuantitativa de hacer menos de lo mismo, es también y, más fundamentalmente, alrededor de un paradigmático cambio de orden de los valores, en particular, la reafirmación de los valores sociales y ecológicos y una repolitización de la economía ".

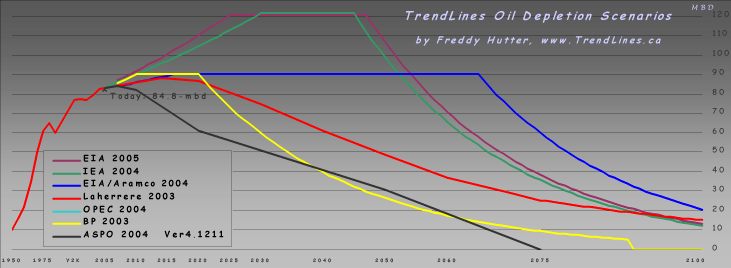
Diversas estimaciones del pico del consumo del petróleo. Fuente: Freddy Hutter, TrendLines.ca.

#### Efecto rebote o eficiencia anulada por el consumo
Este fenómeno se da cuando se produce un aumento del consumo a causa de la reducción de los límites de utilización de una tecnología, pudiendo ser estos límites monetarios, temporales, sociales... Es decir, que al ser más fácil consumir una unidad de producto (por una mejora cualquiera introducida), aumenta el consumo de este.
Así, los defensores del decrecimiento postulan un « efecto rebote » sistemático: todo progreso técnico, toda mejora de productividad, en vez de reducir el consumo de materias primas y energéticas conduciría al contrario a un mayor consumo, fenómeno ya estudiado por la Paradoja de Jevons en el siglo XIX.
Por ejemplo, con la revolución informática se pensó en una futura desaparición del soporte papel. Sin embargo, se ha detectado desde entonces un gran aumento en su consumo. Según el proveedor de material de oficina Esselte, la demanda de papel ha aumentado un 40% en las empresas que han adoptado el correo electrónico, ya que los empleados tienden a imprimir los correos electrónicos antes de leerlos. 
Otro ejemplo: la industria automovilística. Hoy en día es posible producir vehículos menos contaminantes por unidad de potencia que hace unos años; pero como su número, su potencia, su masa, los kilómetros recorridos y los habitáculos climatizados aumentan, la contaminación que producen aumenta también. El mismo argumento se emplea al referirse al reciclaje cuyos efectos, aunque importantes, no son siempre suficientes para compensar el aumento de la producción de desechos por habitante.
En palabras de Serge Latouche: « las disminuciones del impacto y contaminación por unidad se encuentran sistemáticamente anuladas por la multiplicación del número de unidades vendidas y consumidas.».
| |
| Los primeros coches gastaban más gasolina por las mismas distancias recorridas, pero en aquel entonces tan solo eran unos pocos vehículos, representando un gasto mínimo de energía. |

| |
| Los coches actuales gastan menos gasolina por las mismas distancias recorridas, sin embargo, actualmente ya son millones de autos en el mundo, implicando un gasto enorme de energía. |

#### Deuda del crecimiento, explotación del Sur y el planeta
Para los decrecentistas el problema no es la pobreza de los países del Sur, sino que lo es la mal entendida “riqueza” y el consumo excesivo de los países del Norte. Estos países han llevado a una situación límite la cuestión de sostenibilidad del planeta, en el que una tierra por sí sola ya no es suficiente. Así pues, la mayor parte del Norte sobrepasa en más de una tierra la huella ecológica, siendo el caso estadounidense, uno de los más extremos, con 12,5 Ha per cápita durante el año 2005. Por otro lado, el 20% de la población mundial, la que goza de las mayores riquezas, consume el 85% de los recursos naturales. Dicho de otra forma, la mayor parte de los países del Norte han tomado "prestado" de los países del Sur y del planeta tanto recursos como mano de obra desde hace siglos, lo que ha llevado a distintos autores decrecentistas a reconocer a los países del Norte como deudores de crecimiento para con los países del Sur y con el planeta. Algunos han considerado que tal deuda debería incorporar un conjunto de deudas definidas a partir del estudio del impacto del modelo de crecimiento occidental:
- Deuda económica, donde el crecimiento del Norte se ha dado debido al intercambio desigual con el Sur.[75]
- Deuda histórica, donde el crecimiento del Norte se ha estado dando desde la colonización hasta las múltiples formas renovadas de dominación para con el Sur (neocolonialismo y globalización).[75]
- Deuda cultural, donde el modelo de crecimiento del Norte ha destruido culturas y los estilos de vida en los países del Sur.[75]
- Deuda social, donde el crecimiento del Norte ha impactado en las condiciones de vida, de salud, y de derechos humanos de las poblaciones del Sur.[75]
- Deuda ecológica, donde el crecimiento del Norte ha impactado en el planeta y en los países del Sur debido a las emisiones de dióxido de carbono, la biopiratería, los pasivos ambientales y la exportación de residuos.[75]

Según afirman los decrecentistas, el impacto al planeta se traduce como efecto invernadero, la desregulación del clima, la pérdida de la biodiversidad y la contaminación. Como consecuencia de lo anterior ocurriría una degradación de la salud humana, en mayor medida en los países pobres, incluyendo la flora y de la fauna, y ocasionando entre estos efectos adversos esterilidad, alergias, malformaciones, etc.

### Críticas al sistema económico mundial

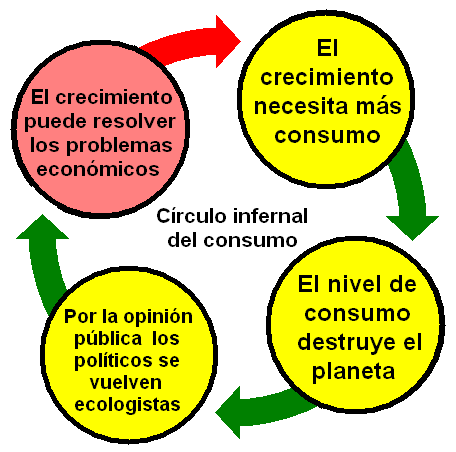
Gráfica propuesta por François Schneider que muestra el círculo infernal del consumo. En contraposición a la ideología del crecimiento como opción verde del neoliberalismo y del desarrollo sostenible, los decrecentistas apuntan a que precisamente es el mismo crecimiento y su consumo los causantes del desgaste ecológico y social. Fuente: François Schneider (février 2002) Point d'efficacité sans sobriété Mieux vaut débondir que rebondir (en francés), Silence No. 280.

#### Crítica de los instrumentos de medida de la economía
Los partidarios del decrecimiento (y reputados economistas, como el premio nobel Joseph Stiglitz) opinan que la búsqueda, por parte de los economistas, de un instrumento de «medida de la riqueza» (tanto por razones políticas como científicas), les ha conducido a tener en cuenta sólo las riquezas medibles, es decir los bienes y servicios que se pueden comprar y vender en el mercado, y que tienen así un valor monetario. El índice empleado por excelencia para medir el progreso de una economía es el PIB, que sin embargo no tiene en cuenta aspectos como el bienestar de la población ni el valor y conservación de los ecosistemas.
Ejemplificando sobre las limitaciones del PIB, para Jean Gadrey y Florence Jany-Catrice una nación pudiera tener el mismo PIB si retribuyese un 10% de sus riquezas para destruir y otro 10% para reconstruir que una nación invirtiendo ese mismo 20% de sus riquezas en educación, cultura o salud.  Mientras tanto, el economista Serge Latouche expone que se obtiene generalmente resultados de crecimiento cero o negativo si a las estimaciones de la reducción de la tasa de crecimiento se toman en cuenta los daños causados al medio ambiente y todas sus consecuencias sobre el «patrimonio natural y cultural».
De estas diferencias entre el concepto de riqueza y su cuantificación por el PIB, pueden resultar críticas de los medios de medir la riqueza más que cuestionar la noción de crecimiento, que es el objeto de la teoría del decrecimiento. Sin embargo, nos permiten comprender que el criterio de creación de riqueza según el cual esta aumenta al crecer el PIB, es erróneo. 

#### Decrecimiento y desarrollo sostenible
El decrecimiento se opone tanto a la economía liberal y productivista como a la noción de desarrollo sostenible o crecimiento verde. Desarrollo y sostenibilidad serían, hoy por hoy, incompatibles. Todo el planeta aspira a alcanzar los niveles de vida occidentales (con el 20 % de la población del planeta consumiendo el 85% de los recursos naturales). Por lo tanto el desarrollo no podrá ser sostenible. Para conseguir el desarrollo sostenible o crecimiento verde es necesario conseguir el desacoplamiento absoluto entre el crecimiento de la economía y su impacto ambiental. En el mismo orden de ideas, Latouche crítica el término de desarrollo sostenible, que considera simultáneamente oxímoron y pleonasmo, es decir, o es desarrollo o es sostenible pero no los dos.
Según muchos ecologistas, el desarrollo sostenible ha pasado a convertirse en un argumento que utilizan los gobiernos y las propias multinacionales para demostrar que tienen en cuenta los efectos medioambientales a la hora de tomar decisiones, de forma que se ha transformado en la máscara para aparentar un respeto inexistente, o al menos insuficiente (como por ejemplo o o el Protocolo de Kioto) con el entorno. A pesar de su postura no radicalmente pro-decrecimiento, para Mari Carmen Gallastegui (premio Euskadi de Investigación 2005), aunque la concepción original de sostenibilidad tuvo la virtud de enviar el mensaje de preservación del medio ambiente y la cohesión social, apunta que ahora se le pone el adjetivo sostenible a absolutamente a todo y, al final, no significa nada.

#### Sistema monetario actual y crecimiento indefinido

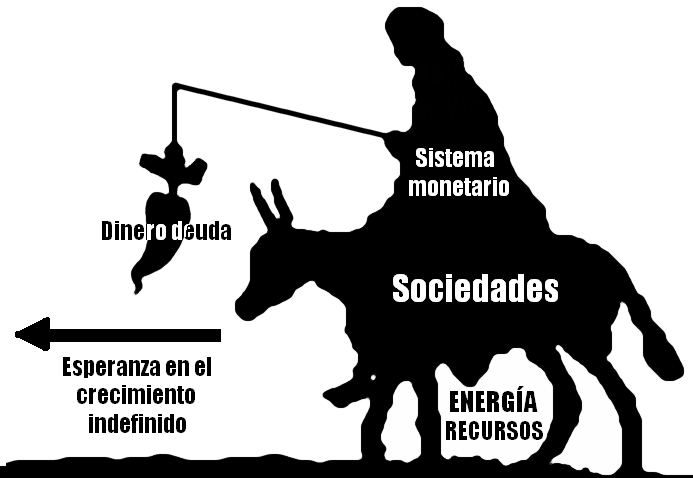
Alegoría del sistema de dinero deuda..

Con la derogación del patrón oro, el único límite para la creación de dinero "mediante la promesa de pagarlo" es el dinero preexistente. Por tanto, dado que el dinero se crea de cero con una deuda igual, el pago de todas las deudas supondría la desaparición de éste. Sin embargo, los intereses hacen que la deuda total sea mayor que el préstamo, por lo que es imposible, con el sistema monetario actual, que la totalidad de las deudas sean pagadas.
Esta ingeniería social, nacida dentro de la era del petróleo barato, es parecida a la metáfora del burro y la zanahoria, en la que el burro corre indefinidamente tratando de comer la zanahoria que nunca sería alcanzada, de la misma forma que las sociedades deberían crecer indefinidamente tratando de pagar una deuda que en teoría nunca sería pagada. Así el sistema se fundamenta en el supuesto de que el crecimiento material sería perpetuo sin contar que los recursos del planeta son finitos.

#### Decrecimiento y capitalismo
Por lo explicado en los párrafos anteriores, el capitalismo y una eventual reforma decrecentista chocarían frontalmente. El primero busca la acumulación infinta de capital así como las ganancias sin un fin determinado. Según Carlos Taibo a mi entender, por sí solo, el proyecto de decrecimiento es anticapitalista. El capitalismo no puede resistir una lógica económica que reivindique reducciones en la producción y el consumo.

## Propuestas y soluciones decrecentistas

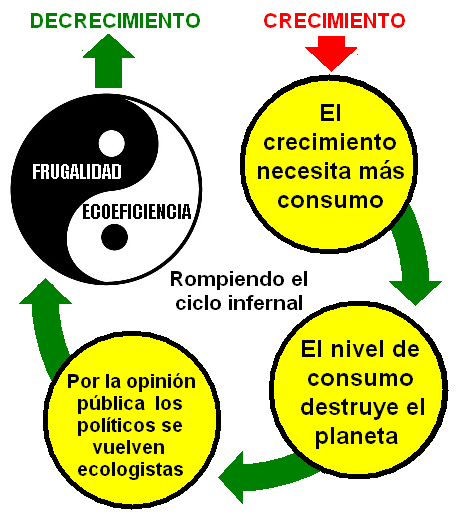
Gráfica propuesta por François Schneider que muestra a la frugalidad y la ecoeficiencia como salida al círculo infernal del crecimiento. Fuente: François Schneider (février 2002) Point d'efficacité sans sobriété Mieux vaut débondir que rebondir (en francés), Silence No. 280.

Los decrecentistas suelen ver sus aspiraciones como un camino a seguir más que una meta a cumplir, es decir, suelen fijar un decrecimiento de los ritmos de consumo energético y material hasta un nivel que se acople a la velocidad natural de gestión de residuos y producción de recursos para posteriormente continuar con una etapa acrecentista que permita que las personas cubran sus necesidades básicas.
Así pues, los decrecentistas redefinen el significado del término sostenibilidad y calidad de vida:
- Calidad de vida no es aquello que está ligado al aumento de consumo de recursos.[92]
- La sostenibilidad no es sólo cuestión de ecoeficiencia sino de suficiencia humana (simplicidad voluntaria y frugalidad).
- Únicamente la calidad de vida se asocia a la satisfacción de las necesidades humanas básicas: subsistencia, protección, afecto, entendimiento, identidad, libertad, ocio, participación y creación.

### Los ocho pilares del decrecimiento
En contraposición al abuso que hace el modelo capitalista del prefijo “hiper-”, que denota sobrexplotación, exceso o exageración, como “hiperactividad”, “hiperdesarrollo”, “hiperproducción”, “hiperabundancia”, etc.; Serge Latouche propone un sistema de soluciones bajo el prefijo “re-”, que denota repetición o retroceso, a los que ha nombrado como los pilares del decrecimiento o el modelo de las “8 R”:
- Revaluar: Se trata de sustituir los valores globales, individualistas y consumistas por valores locales, de cooperación y humanistas.
- Reconceptualizar: Encaminado sobre todo a la nueva visión que se propone del estilo de vida, calidad de vida, suficiencia y simplicidad voluntaria ya mencionadas.
- Reestructurar: Adaptar el aparato de producción y las relaciones sociales en función de la nueva escala de valores, como por ejemplo, combinar ecoeficiencia y simplicidad voluntaria.
- Relocalizar: Es un llamamiento a la autosuficiencia local con fines de satisfacer las necesidades prioritarias disminuyendo el consumo en transporte.
- Redistribuir: Con respecto al reparto de la riqueza, sobre todo en las relaciones entre el norte y el sur.
- Reducir: Con respecto al cambio del estilo de vida consumista al estilo de vida sencilla y todas las implicaciones que esto conlleva.
- Reutilizar y Reciclar: Se trata de alargar el tiempo de vida de los productos para evitar el consumo y el despilfarro.

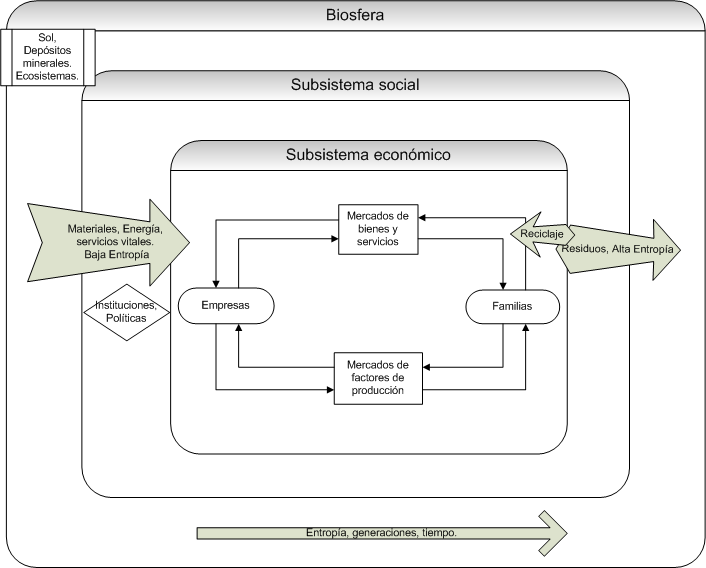
Para la bioeconomía los subsistemas sociales humanos y económicos están subordinados a la biósfera y no al contrario. Cuando esos subsistemas tratan de imitar las soluciones dadas por la naturaleza se habla de biomimesis.

### Aspectos ecológicos y tecnológicos
Los decrecentistas suelen depositar sus esperanzas en las energías alternativas renovables como la energía geotérmica, solar, eólica y otras con bajo o nulo nivel de contaminación. Pero suelen sostener que la mejor vía para que los países desarrollados puedan proteger el medio ambiente no es solo la creación de tecnologías verdes sino disminuir radicalmente el consumo de energía, implicando un decrecimiento de los intercambios de materias entre la humanidad y la naturaleza.

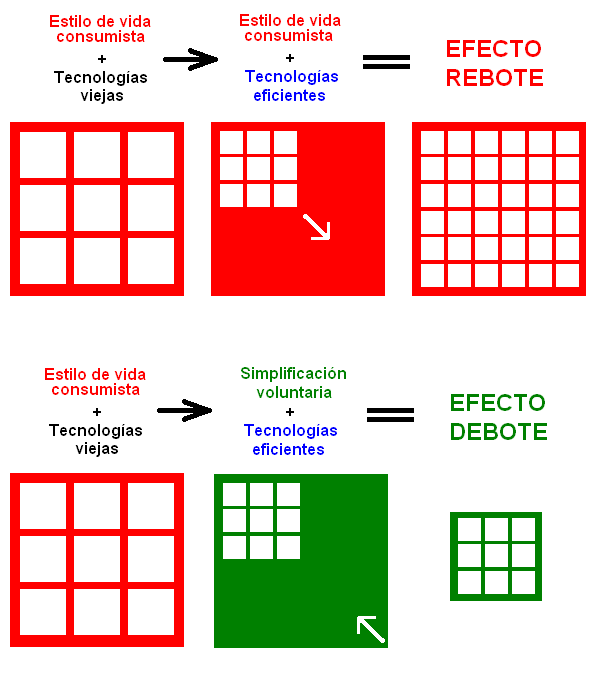
Diferencias entre efecto rebote y efecto debote. Fuente: François Schneider (2003) L’effet rebond, l’Ecologiste, Edition française de The Ecologist n°11, Vol 4, n°3, p45.

#### Efecto debote o eficiencia complementada con frugalidad
Mientras que se plantea al efecto rebote como un fenómeno negativo tras la implementación de tecnologías nuevas y eficientes, la propuesta de François Schneider del efecto debote plantea la combinación de la ecoeficiencia y frugalidad (simplicidad voluntaria), es decir, para que se de un efecto positivo no basta con implementar tecnologías eficientes o verdes sino que también se deben adoptar los nuevos paradigmas de lo que significa la suficiencia y la calidad de vida. Al existir una mayor conciencia tales tecnologías no se verían sobrepasadas como cuando sí sucede con el crecimiento constante debido a la demanda de un estilo y calidad de vida consumista.
Dicho de otra manera todo lo anterior, la innovación que en el efecto rebote solo se ha focalizado en los productos y servicios, ahora debe dejar paso a la innovación en el «estilo de vida» para lograr una reducción importante del consumo. Schneider apunta que en relación con los «consumidores soldado» es necesario negarse a participar, de desertar del estilo de vida consumista para que otro tipo de economía se desarrolle basado en la ayuda mutua, la convivialidad, la respuesta a las verdaderas necesidades y no a aquellas creadas por la publicidad y la moda.
Por otro lado, Illich habla de la dificultad de un cambio en este orden pues los valores industriales entorpecen una adecuada visión de las estructuras de los medios sociales y de las distintas vías alternativas como imaginar que se puede ganar en rendimiento social lo que se pierde en rentabilidad industrial.

#### Otros aspectos
Para los decrecentistas es importante, sobre todo en los países ricos dependientes de energías fósiles, pasar de la agricultura intensiva o productivista a la agricultura ecológica, adoptar medidas como el reciclaje y preservar los bienes ya creados en lugar de producir cada vez más (véase más adelante).
Mientras tanto, otros proponen al concepto de biomimesis como la mejor solución para encontrar los satisfactores adecuados que pudiesen cubrir las necesidades humanas básicas de forma sostenible. La biomimesis implicaría que los sistemas sociales humanos y económicos, al imitar las soluciones dadas por la naturaleza, estén subordinados al entorno y no al contrario.

### Aspectos económicos

#### Indicadores de desarrollo alternativos
El concepto de «decrecimiento» nace como contestación al concepto de crecimiento económico y su herramienta principal de medida: el PIB. Como ya se menciona, sus defensores opinan que el PIB no es una medida correcta para evaluar el crecimiento de una sociedad, pues tan solo tiene en cuenta el aumento de la producción y la venta de bienes y servicios sin tener en cuenta el bienestar, la salud de los ecosistemas y los desequilibrios climáticos. Así, esta ideología prefiere emplear otros índices de desarrollo alternativos como el Indicador de Desarrollo Humano, el Índice de Desempeño Ambiental o la Huella ecológica mencionada anteriormente.
Para la organización del Fondo Mundial para la Naturaleza, los criterios mínimos de sustentabilidad son un índice de desarrollo humano mayor a 0,8 y una huella ecológica menor a 1,8 Ha per cápita. Cuba sería el único país del mundo que cumpliría con tal criterio en el año 2006 y probablemente desde 2007 también Perú y Colombia.
Sin embargo, Latouche apunta que el implemento de los indicadores de desarrollo alternativo son un termómetro adecuado que permite medir con más exactitud la magnitud de la enfermedad, pero en sí no son la cura. Igualmente, Latouche argumenta que se tratan de instrumentos que evalúan la riqueza con el interés de provocar otro tipo de riquezas.

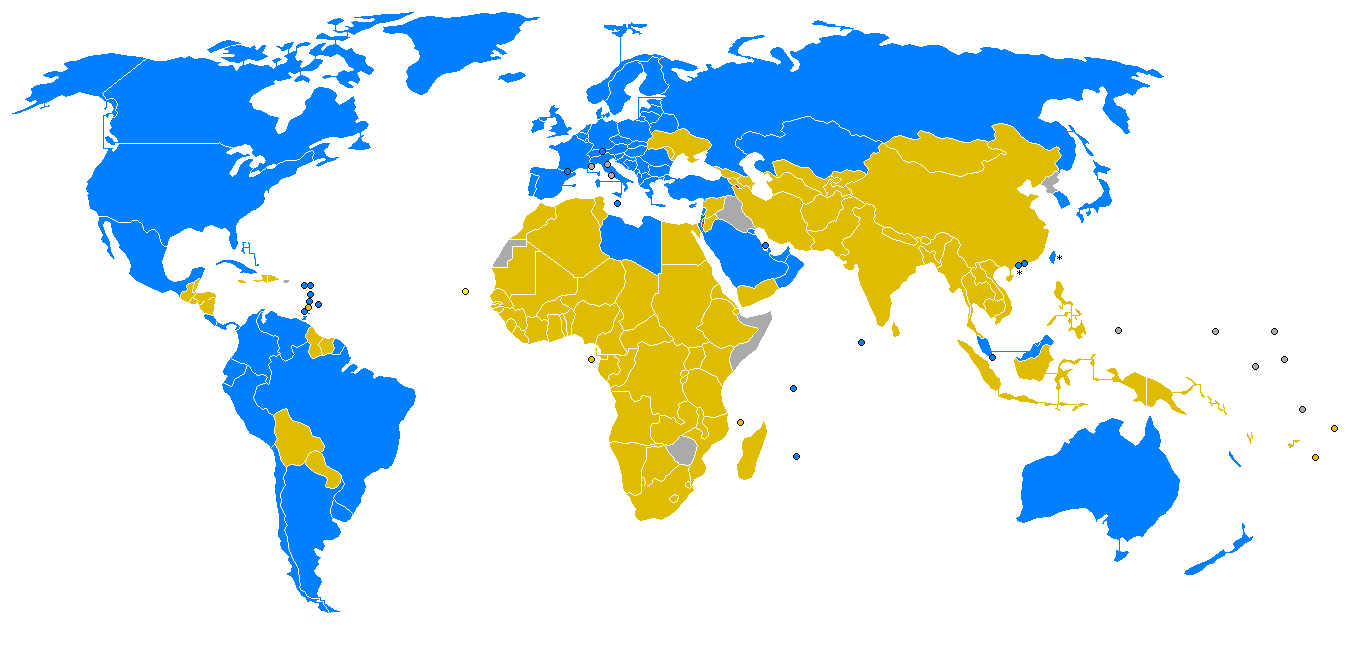
Mapa que se muestra en color azul países con un Índice de Desarrollo Humano igual o mayor a 0,8 y de color amarillo menor a 0,8 en 2007.

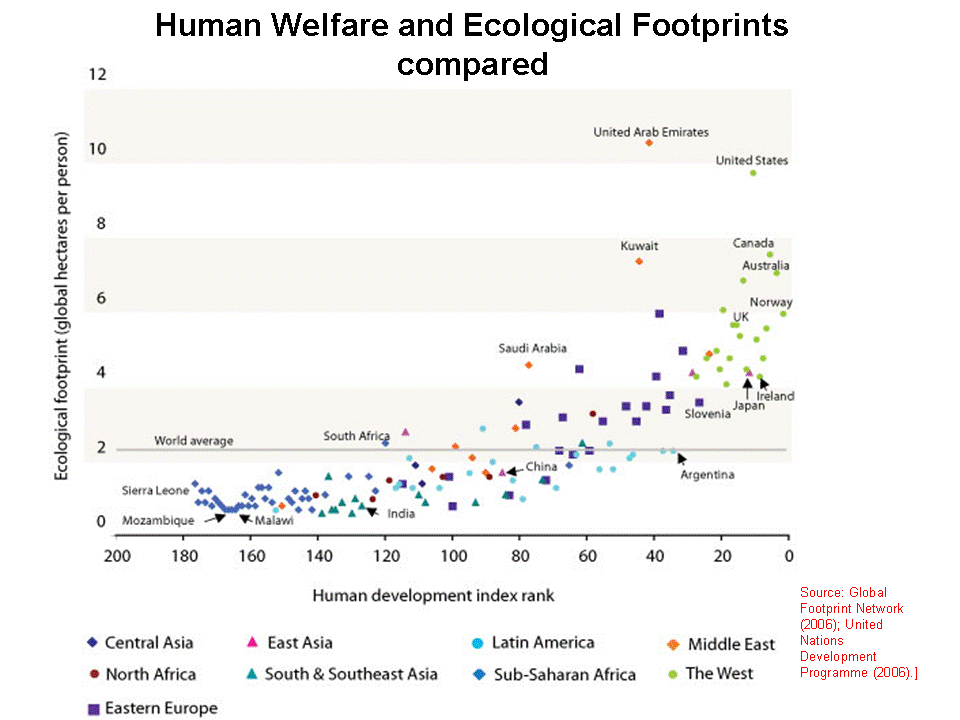
Huella ecológica (eje vertical) frente al Índice de Desarrollo Humano (eje horizontal) por países, comparado con el límite de la biocapacidad del planeta (línea gris) en 2006.

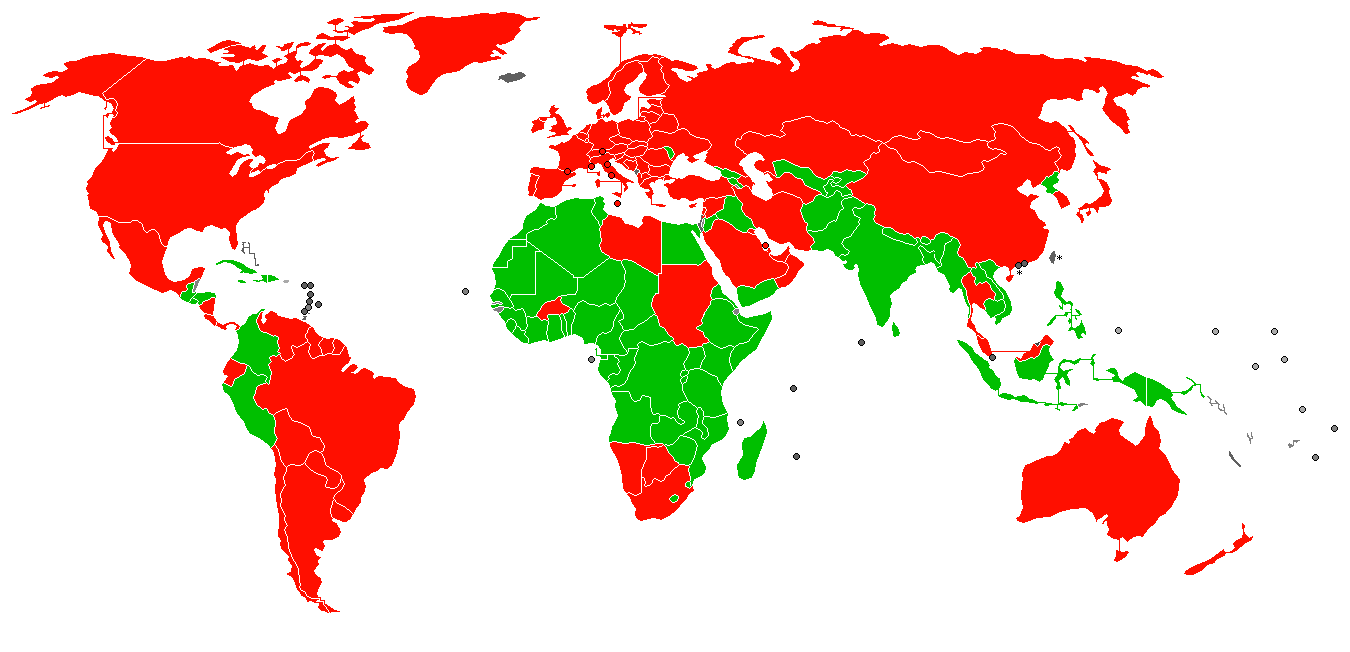
Mapa que se muestra en color verde países con una huella ecológica igual o menor a 1,8 Ha/c y de color rojo mayor a 1,8 Ha/c en 2007.

#### Relocalización de las economías
Aunque entre decrecentistas existe un claro consenso a favor de la necesidad de relocalizar las economías, en el seno del movimiento existen diversas tendencias sobre el carácter económico a adoptar. 
Unos proponen salir del capitalismo aunque manteniendo el mercado mediante el empleo de monedas locales. Para Federico Demaria unas monedas locales sin intereses, de forma que no generen deuda, serían una herramienta muy eficaz para relocalizar las economías y sería positivo desde un punto de vista ecológico ya que haría más eficiente la producción y el consumo a nivel local, a la vez que se generarían fuentes de trabajo a esa escala.   También se propone la creación de dos monedas,  una moneda comunitaria para cada localidad que sirva para la relocalización de los procesos productivos a pequeña escala, haciéndolos más autónomos,  y otra moneda estatal o dinero público que pueda servir para el intercambio comercial entre comunidades y para satisfacer necesidades públicas a gran escala como financiar una renta básica o una garantía de empleo, o para subsidiar cooperativas, servicios de cuidado, la conservación ambiental o las energías renovables.  Por su parte, Latouche habla de la utilización tanto de monedas locales como de monedas que se funden o que no sean convertibles (tíquets, bonos, etc). Sin embargo, asimismo opina que no se debería caer en la trampa de asignarle a todo un valor mercantil, como opinan los anarquistas ultraliberales y los cálculos que ya existen sobre el valor monetario del voluntariado, la biodiversidad, las relaciones amorosas, entre otras cosas.
Por otro lado, otros proponen monedas sociales locales con tasas de interés negativo o con fechas de caducidad de modo que sean un medio de intercambio y no de reserva, estimulando su circulación y evitando la acumulación en unas cuantas manos. En cambio, unos aún van más allá pidiendo la abolición del dinero, el salario, los precios, las leyes económicas, etc.[cita requerida]

#### La solución de la teoría monetaria moderna
Autores como Jason Hickel creen que la  Teoría Monetaria Moderna puede ayudar  países a realizar una transición ecológica. Esta teoría afirma que los estados pueden controlar sus moneda y, por lo tanto, no necesitan equilibrar su presupuesto como sucede en un hogar de un menace. Así, en realidad los gobiernos pueden crear el dinero que gastan, y pueden hacerlo como quieran. Esto no quiere decir que los gobiernos puedan crear y gastar dinero sin límite. Los economistas de MMT reconocen una serie de límites, pero no tienen nada que ver con los presupuestos o los déficits. El límite clave es la inflación: si se gasta demasiado dinero en ajustar la economía, la demanda aumenta demasiado y se corre el riesgo de generar un exceso de inflación. Los economistas de MMT proponen utilizar los impuestos para mitigar este riesgo. En MMT, el propósito de los impuestos no es financiar el gasto público (ya que los gobiernos financian el gasto simplemente emitiendo moneda), sino más bien reducir el exceso de demanda. Con este instrumento los gobiernos pueden:
- Implementar infraestructura de energía renovable para reemplazar completamente los combustibles fósiles en un corto período de tiempo
- Desarrollar servicios públicos universales generosos y de alta calidad. No solo atención médica y educación, sino también transporte público, viviendas asequibles, etc. Una vez más, es evidente que los servicios públicos universales (no el crecimiento perpetuo del PIB) son la clave para una sociedad feliz, saludable y próspera.
- Introducir una garantía de empleo público para que cualquier persona que quiera trabajar pueda conseguir un empleo haciendo tareas socialmente útiles que las comunidades realmente necesitan (incluido trabajar en servicios públicos, construir infraestructura de energía renovable y regenerar ecosistemas), con un salario digno,  y 30 horas semanales. Esto tiene el efecto adicional de aumentar los salarios y reducir las horas de trabajo en toda la economía, trasladando efectivamente los ingresos del capital al trabajo.[102][101]

### Aspectos sociales
Así pues, y como conclusión a lo anteriormente explicado, el decrecimiento tiene, aparte de la dimensión ecológica y económica, una dimensión social y cultural.

#### Decrecimiento sostenible
Autores como Clémentin y Cheynet, emplean esta acepción para distinguir entre decrecimiento sostenible e insostenible. El decrecimiento insostenible o caótico es aquel donde las condiciones ecológicas se ven mejoradas a expensas del detrimento de las condiciones sociales tras crisis o colapsos societales. En lo que respecta al decrecimiento controlado, a su vez distinguen que si es intentado de "arriba a abajo" existe el riesgo de engendrar un régimen ecototalitario (ecofascismo). Por lo tanto, proponen que la solución verdadera a un "decrecimiento sostenible" es aquel donde se haga un llamamiento a la responsabilidad de los individuos, es decir, el cambio debería ser de "abajo a arriba" de forma que se evitaría una crisis social que pusiera en cuestión la democracia y el humanismo. Para tal efecto, cada individuo tendría que entender el nuevo significado del estilo y calidad de vida antes ya mencionado (simplicidad voluntaria). Estos autores también definen al decrecimiento sostenible como el intento de una civilización sobria y austera cuyo modelo "económico saludable" asuma la finitud del planeta.
Aducen que un ejemplo de decrecimiento caótico o insostenible es el que ha tenido lugar en Rusia desde 1990, como consecuencia de la desindustrialización no buscada o deseada. En cambio, mencionan como ejemplo de intentos de control de "arriba a abajo" aquellos regímenes totalitarios en Europa que se establecieron después de la gran depresión.
Mencionan que Eward Goldsmith propone la reducción a un ritmo del 4% durante 30 años como forma probable de escape a la crisis climática, pero distan de verla como solución sociológica debido a los riesgos ya enumerados (crisis, ecofascismo).
En el mismo plano de todo lo anterior, André Gorz menciona que una "reestructuración ecológica" sólo puede agravar la crisis del sistema, pero también argumenta que si no se rompe de manera radical con los paradigmas económicos que vienen desde el siglo XIX existe la imposibilidad de evitar el cambio climático. Por tanto, Gorz veía al decrecimiento como un imperativo de supervivencia.
Al igual que Clémentin y Cheynet, Gorz supuso que un cambio correcto iría en el sentido de adoptar otra economía, otro estilo de vida, otra civilización y otras relaciones sociales, pero sin estas premisas, sólo se podrá evitar el colapso a través de restricciones, racionamientos y repartos autoritarios de recursos característicos de una economía de guerra. De esa manera Gorz vio con interrogantes como se pudiese dar la salida al capitalismo y el ritmo en que esto pudiese suceder. Argumentó que ante la situación de extralimitación las posibilidades se restringen a dos, o saliendo de forma civilizada o de forma bárbara.
Mientras tanto, Bonaiuti argumenta que la reducción drástica del consumo provocaría malestar social, desocupación, y en última instancia el fracaso de la políticas económico-ecológicas alternativas. Propugna, en consecuencia, desplazar los acentos hacia lo que llama “bienes relacionales” y una economía solidaria. Se entiende, pues, que el decrecimiento material tendría que ser un crecimiento relacional, convivencial y espiritual.

#### Decrecimiento y países en desarrollo
Ya en 1973, el presidente de la Comisión Europea Sicco Mansholt mostraba preocupación por la desigualdad entre naciones, argumentando que si no se conseguía una tasa de crecimiento cero la distancia y las tensiones entre naciones ricas y pobres sería cada vez mayor.
La propuesta decrecentista es que los países del Sur sigan su propio camino sin imitar el modelo de desarrollo occidental que se muestra poco válido para proporcionar bienestar a las personas en armonía con la naturaleza. Para ese desarrollo hablan de «ecodesarrollo», con el que pretenden alcanzar un crecimiento cualitativo y humano bajo los aspectos materiales ya limitados. Tal crecimiento consta del desarrollo del bienestar, de la educación y de las reglas de funcionamiento de la comunidad armoniosas, entre otras cosas.

#### Cambios en el Norte, pago de la deuda del crecimiento
Para el grupo de países ricos en relación con los países del sur los decrecentistas proponen diferentes medidas encaminadas, como anteriormente se ha mencionado, a disminuir drásticamente el consumo, relocalizar las economías, emplear las tecnologías y estrategias energéticas eficientes. Para lograr tales metas, según Giorgio Mosangini, se requeriría cumplir con los siguientes puntos:
- Reducir el flujo de recursos materiales y energéticos del Sur al Norte. Para esto el norte debe pasar a economías fotosintéticas basadas en el aprovechamiento de flujos descartando gran parte de los componentes del sistema de transporte, de industria y agricultura.[75]
- Implementar modelos agroecológicos en el Norte. Se trata de pasar de una agricultura intensiva o productivista petrolera (tractores, fertilizantes, agroquímicos, transportación, etc.) a una agricultura biológica de producción de alimentos a escala local, respetando los ciclos de regeneración natural y absorción de desechos.[75]
- Concebir los productos industriales como bienes durables y no como bienes de consumo, es decir, se trata de pasar de la continua extracción de materiales-energía para producir más bienes al reciclaje y el mantenimiento de los bienes ya existentes.[75]
- Establecer mecanismos de compensación de la deuda del crecimiento para paliar los efectos adversos generados por el crecimiento como el exceso de emisiones de dióxido de carbono, los pasivos ambientales y la contaminación por residuos tóxicos.[75]
- Colaboración Norte-Sur. Intercambio de conocimientos y prácticas sostenibles que puedan ser útiles para el Sur, teniendo en cuenta que pueden tener procesos sostenibles propios que no han perdido.

Las principales regiones o países que deben adoptar estas medidas son:
- Estados Unidos y Canadá.
- Rusia y países exURSS
- Japón.
- Unión Europea
- Medio Oriente y Turquía
- China (región este)
- Algunos países Latinoaméricanos

#### Cambios en el Sur, los pilares alternativos
Para el grupo de países pobres, dice Latouche, es necesario abandonar la idea de desarrollo exportada por los países ricos, para recuperar la autonomía que tenían antes de ser colonizados. También menciona que probablemente estos países no habría necesidad de reducir la huella ecológica, ni siquiera el PIB, puesto que muchos de estos operan debajo de ese umbral (<1,8 Ha per cápita), pero sí que tendrían que adoptar los valores de una sociedad convivencial por encima de los valores de una sociedad mercantil. Así pues para el Sur también vale el círculo de las "8-R" pero se agregarían otras erres que consisten en romper, renovar, reencontrar, reintroducir y recuperar.
| Tipo de deuda del crecimiento | Mecanismos de compensación. |
| ----------------------------- | --- |
| Deuda económica               | - Romper con la dependencia económica y cultural del Norte. - Reintroducir los productos específicos olvidados o abandonados y los valores "antieconómicos" ligados a su historia.                                                                                 |
| Deuda histórica               | - Renovar y retomar el hilo de una historia interrumpida por la colonización, el desarrollo y la globalización. |
| Deuda cultural                | - Reencontrar y reapropiarse de una identidad cultural propia recuperando las técnicas y los saberes tradicionales. |
| Deuda social                  | Establecer los anteriores mecanismos de compensación de la deuda del crecimiento de los países del Norte y su impacto en las condiciones de vida, de salud, y de derechos humanos de las poblaciones del Sur.                                                      |
| Deuda ecológica               | Establecer los anteriores mecanismos de compensación de la deuda del crecimiento para paliar los efectos adversos generados por el crecimiento como el exceso de emisiones de dióxido de carbono, los pasivos ambientales y la contaminación por residuos tóxicos. |

El propio Latouche ha vivido en África y aporta sus reflexiones sobre el fracaso al querer implantar allí el modelo de desarrollo occidental, indicando que en África existe un funcionamiento paralelo aeconómico, basado en lo social, las relaciones con la familia, las amistades, la religión, los vecinos, la obligación de dar y compartir, recibir y devolver, etc. las prácticas milenarias de negociación, donación, regateo, intercambio.

Las principales regiones o países que deben adoptar estas medidas son:
- Oeste de China
- Algunos países de Latinoamérica y las Antillas.

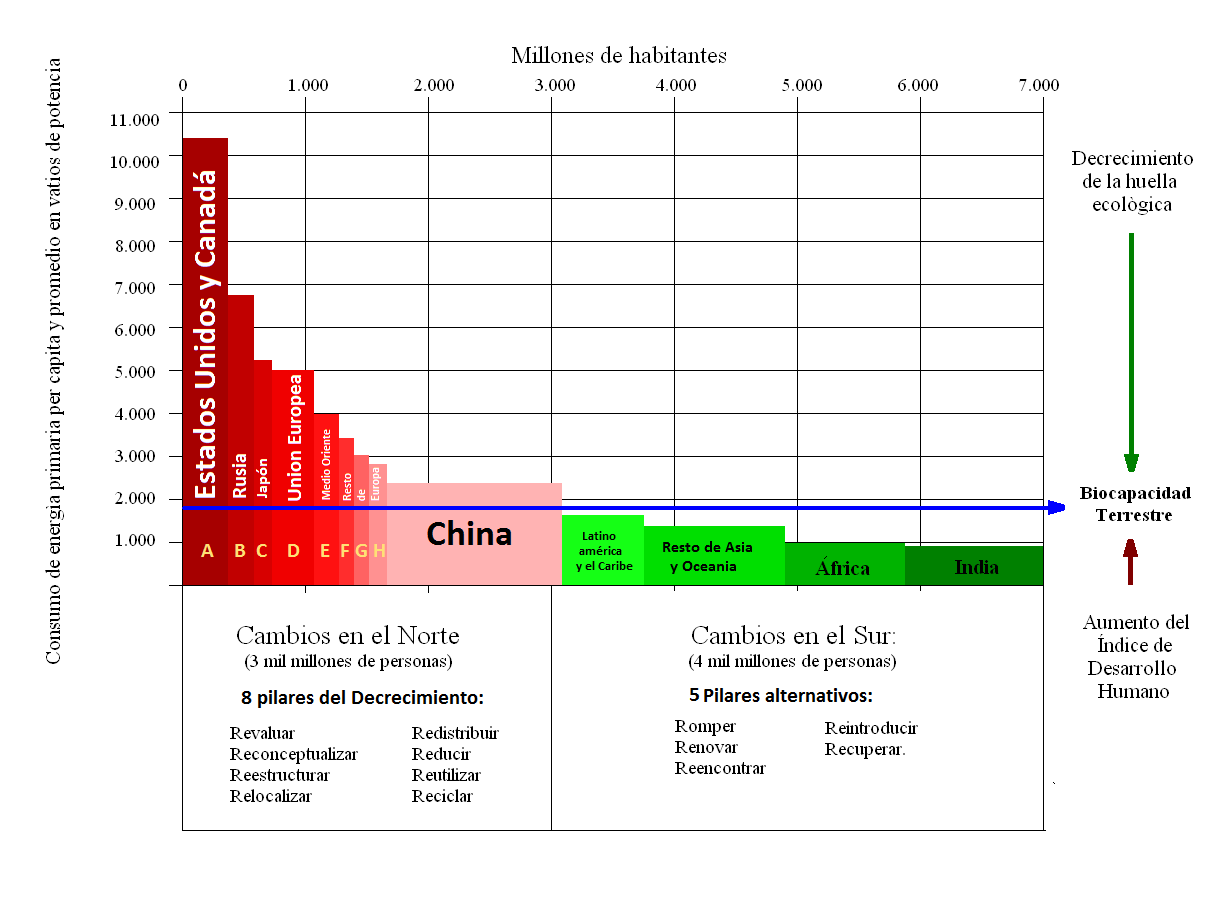
Solución decrecentista por regiones del mundo basada en la huella ecológica y consumo energético per cápita. En tonos en color rojo aquellas regiones que necesitan disminuir su huella ecológica A) Estados Unidos y Canadá, B) Rusia, C) Japón, D) Unión Europea (1°-15° lugar) E) Medio Oriente, F) Unión Europea (16°-27° lugar), G) países que antes integraban parte de la URSS, H) otros países Europeos y Turquía y I) China. En tonos en color verde aquellas regiones con una huella ecológica apropiada J) Latinoamérica y las Antillas, K) resto de Asia y Oceanía, L) África e M) India. Otros reportes estiman que la mayoría de los países de Latinoamérica (número 10) ya están dentro del grupo de las regiones que necesitan disminuir su huella ecológica.

- Sudeste asiático y Oceanía
- África
- India

#### Decrecimiento y crecimiento demográfico
Ivan Illich ya en 1973 consideraba que el crecimiento demográfico, la sobreabundancia y la perversión de la herramienta, son las tres fuerzas que se conjugan para poner en peligro la estabilidad ecológica. Así mismo, desde aquel entonces Illich, y citando a Paul Ehrlich, mencionaba lo controversial que resulta el intento del control natal ya que se está expuesto a ser tildado de «antipoblación y antipobre». Sin embargo, Illich termina concluyendo que «la superpoblación es el resultado de un desequilibrio de la educación, que la sobreabundancia proviene de la monopolización industrial de los valores personales y que la perversión de la herramienta es efecto ineluctable de la inversión de los medios en fines».
Después de la época del segundo auge del decrecimiento (después de Francia, 2002) la controversia sobre el control natal sigue vigente entre decrecentistas y, a grandes rasgos, se vislumbran dos tendencias según la esfera cultural y geográfica. Los decrecentistas de Europa latina, como por ejemplo Joan Martínez Alier, Giorgos Kallis o Iñigo Antepara, tienden a hacer un acentuación en la problemática del exceso de consumo por parte de los países ricos,  llegando a tildar al problema de la superpoblación como un mito derivado de un análisis muy simplificado de la ecuación del impacto ambiental.  Por otro lado, los decrecentistas de la esfera cultural anglosajona, como Richard Heinberg, David Suzuki o Holly Dressel, abordan la problemática del desequilibrio ecológico desde una perspectiva más multidimensional, llegando a incluir como factor importante también al tema del crecimiento demográfico.
Para los decrecentistas europeos, como Joan Martínez Alier o Giorgos Kallis, el decrecimiento no se inspira en las ideas del control natal de Malthus, sino en el neomaltusianismo anarcofeminista del siglo XX, como el de Emma Goldman, Madeleine Pelletier o Françoise d’Eaubonn, quienes abogaban que el control natal es una decisión meramente femenina al reclamar el control sobre sus cuerpos para no «producir un ejército de reserva barato y prescindible de mano de obra para las fábricas capitalistas, ni carne de cañón para los militares imperialistas». Igualmente,  Holly Dressel apunta que cualquier debate acerca de la limitación de la población tendrá que provenir preferentemente de las mujeres, ya que son las más implicadas en el tema.
Para William Rees, economista quien desarrolló el concepto de huella ecológica, dijo a la audiencia de la conferencia del decrecimiento 2012 de Montreal que el crecimiento continuo, ya se trate de la población o la economía, es una anomalía.   Por sí sola, la noción de la huella ecológica que incluye el decrecimiento como indicador va imponiendo una pauta y un límite según un determinado número de población. Este límite de la huella ecológica o biocapacidad se mide dividiendo el total de las hectáreas globales, que aproximadamente son unas 13 mil millones, entre el número de habitantes en el planeta en un momento dado. Nótese que, por ejemplo, en el año 1975 había unos 4 mil millones de personas y la huella ecológica era más o menos de 3,25 hectáreas per cápita mientras que, para 2011, esta huella se había reducido a 1,8 hectáreas por habitante pues la cantidad de personas ya había ascendido a 7 mil millones. Al respecto, Richard Heinberg apunta que si la economía se reduce pero la población sigue aumentando habrá una tarta más pequeña que repartir entre más gente y que, por otra parte, la contracción económica implicará menos penurias si la población deja de crecer y empieza a disminuir. Heinberg aboga por la promulgación de políticas no coercitivas que promuevan las familias pequeñas y la no reproducción; empleando en lo posible incentivos sociales en lugar de monetarios.
No obstante, la Global Footprint Network hace una distinción entre el concepto de capacidad de carga terrestre y huella ecológica. A diferencia de la mayoría de los animales, el humano es un animal de hábitos y niveles de consumo muy variados siendo difícil calcular su capacidad de carga. En lugar de preguntar cuánta gente puede vivir en el planeta, la Huella Ecológica hace la pregunta al revés y considera solo años presentes y pasados.   Dicho de otra manera,  la Global Footprint Network propone a la huella ecológica como un índice únicamente de carácter retrospectivo y no prospectivo.
Finalmente, William Rees concluye que un 80%  de la huella ecológica humana es atribuible al alto consumo de los países ricos y un 20% a otras causas, como el incremento demográfico y otros factores.

#### Decrecimiento Ecofeminista
El Decrecimiento ecofeminista es una propuesta desde la economía feminista que tiene como objetivo poner la vida en el centro de la economía, como alternativa a la perspectiva hegemónica centrada en los mercados capitalistas. Se entiende los mercados capitalistas como instituciones socioeconómicas que articulan relaciones de poder que privilegian a sujetos concretos, mediante mecanismos que jerarquizan vidas y privilegian el sujeto blanco, burgués, varón, adulto, con una funcionalidad normativa y heterosexual. Por lo tanto, el ecofeminismo identifica la paralela devaluación estructural de la naturaleza y la reproducción social como la base de todo proceso de producción en el sistema económico capitalista. Lo cual da lugar a la explotación de recursos naturales al igual que la de los sujetos que no se identifican con estas categorías. Esto es posible dada la división sexual del trabajo, y la consiguiente invisibilización, distribución desigual y no remuneración del trabajo reproductivo, el cual precede al trabajo productivo. Por lo tanto, identifica la obsesión con el crecimiento económico, como un problema socioeconómico arraigado en el heteropatriarcado y colonialismo. De ahí nace la necesidad de hilar, como hace Amaia Pérez Orozco y muchas otras autoras, el pensamiento feminista, con el ecologismo social y el decrecimiento para proponer el decrecimiento ecofeminista como alternativa a la crisis multidimensional y acumulada que precede a la crisis financiera.

#### Organización en la sociedad
La economía de mercado controlada o regulada tendría que evitar todo fenómeno de concentración, lo que, a su vez, supondría el fin del sistema de franquicias y grandes superficies comerciales. Potenciaría el fomento de un tipo de artesano y de comerciante que es propietario de su propio instrumento de trabajo y que decide sobre su propia actividad. Se trataría, pues, de una economía de pequeñas entidades y dimensiones (local), que, además no tendría que generar publicidad. Por lo tanto, sería el fin de los productos manufacturados baratos de importación: el fin de la globalización, pues.
La producción de equipos que necesita de inversión sería financiada por capitales mixtos, privados y públicos, también controlados desde el ámbito político. Y el modelo alternativo introduciría, además, la prohibición de privatizar los servicios públicos esenciales (acceso al agua, a la energía disponible, a la educación, a la cultura, a los transportes públicos, a la salud y a la seguridad de las personas). 
Para establecer una auténtica justicia social, según la visión de André Gorz, se tiene que acabar con los privilegios de unos hombres sobre los demás. Para él, la pobreza es relativa; por ejemplo, eres pobre en Vietnam cuando andas descalzo, en China cuando no tienes bici, o en Francia cuando no puedes comprarte un coche: todo el mundo es el pobre o el rico de un otro.
Sin embargo, cómo organizar este decrecimiento es un tema muy delicado.
Para Gorz, en la sociedad capitalista, donde se dan parámetros no igualitarios, el crecimiento se plantea como una promesa ilusoria y el no-crecimiento como condena a la mediocridad. Gorz argumenta que el mayor problema no es en si el crecimiento, sino el comportamiento de competición que organiza incitando a las personas a querer situarse, cada una, por encima de los demás.
Hay que destacar que existen diversas formas de cómo aplicar estas ideas. Se deducen dos tendencias principales: una que pone el acento en la autogestión de las comunidades, y otra que permite una cierta planificación "central" de tendencia socialista.

##### Soluciones de autogestión
Unos, como Serge Latouche o Federico Demaria, suelen ver la necesidad de la relocalización y la autogestión saliendo del capitalismo pero manteniendo el mercado. Abogan por un modelo descentralizado que permita la participación de los ciudadanos a nivel local para hacer posible la soberanía energética y alimentaria. Así pues, se trataría de un cambio progresivo, no drástico, de un sistema por otro de forma que no genere una crisis social o de que se tratase de medidas de control centralizado que atenten en contra del humanismo y la democracia (decrecimiento sostenible).
Por otro lado, para Carlos Taibo el decrecimiento se engloba dentro de un movimiento anticapitalista más amplio que aboga por la defensa de la propiedad colectiva y autogestionada al mismo tiempo que se hacen acompañar de medidas que cancelan la ilusión del crecimiento indiscriminado.
Advierte de la existencia de eventuales modulaciones del decrecimiento que no se revelan manifiestamente anticapitalistas y declara su alejamiento de esas vertientes. Para Taibo, todo movimiento anticapitalista en el Norte, por necesidad, debe ser decrecimentalista, autogestionario y antipatriarcal.

##### Soluciones de planificación central
Otros en cambio recomiendan planes de producción centralizados pues cuanto más pequeñas sean las unidades de producción empleando modelos autogestionados, menor serán las posibilidades de producir bienes más complejos.
André Gorz se encuadra en esta tendencia, que considera que una planificación central sería interesante para las comunidades. Gorz imagina bienes inmuebles colectivos y una gran industria, planificada centralmente, que se limitaría a producir bienes complejos estandarizados orientados a ser pensados como bienes durables y no como bienes de consumo. En este escenario el mercado necesariamente tendría que desaparecer pues la gran variabilidad de productos caros, frágiles y devoradores de energía desaparecería por la estandarización, la disminución del tiempo laboral y la consiguiente libertad de tiempo de estos para producir los productos superfluos en función de sus gustos y deseos.
Gorz entiende este nuevo tipo de concepto “utópico” como la forma más avanzada y no como la más frustrada de lo que debe ser el socialismo.

#### Reducción de la jornada laboral
Latouche recalca los efectos sociales positivos que implicaría el decrecimiento. Para él, una reducción fuerte del tiempo de trabajo, que permitiera reducir la producción total y un mayor y mejor reparto del trabajo entre toda la población activa, es fundamental. Es importante comprender que la reducción del trabajo en ningún caso es diseñada para aumentar la productividad y el crecimiento, sino que debe de ser tan fuerte que sea capaz de reducir la producción total. El ideal para Latouche, sería pasar a trabajar una jornada laboral 3 o 4 horas al día. La solución propuesta por André Gorz es pasar de un cómputo anual en el calendario laboral de unas 1600 horas (en el caso francés) a un cómputo anual de 1000 horas para que se cumplieran dos objetivos principales:
- Que una proporción mucho más importante de la población pueda acceder a tareas profesionales cualificadas, complejas, creativas, responsables que les permitan evolucionar y renovarse continuamente.
- Que todo el mundo trabaje cada vez menos para que todos puedan trabajar (Pleno empleo) y desarrollar fuera del trabajo las potencialidades personales que sólo se llegan a realizar fuera del mismo.

Así, salir de la llamada sociedad del trabajo, ayudaría a reducir la exclusión social de los parados, a desarrollar las relaciones sociales fuera del ambiente del trabajo (la familia, los amigos...)
El ideal de la alternativa del decrecimiento sería también una sociedad donde el consumo de mercancías ocupe una plaza no dominante en el empleo del tiempo libre, donde el ocio no sea sinónimo de consumo, y el mismo consumo se haga de otra forma, primando los productos locales y artesanales frente a los de origen lejano y de serie, en la fabricación de los cuales el productor no tiene la oportunidad de realizarse.

## Actores y puesta en práctica

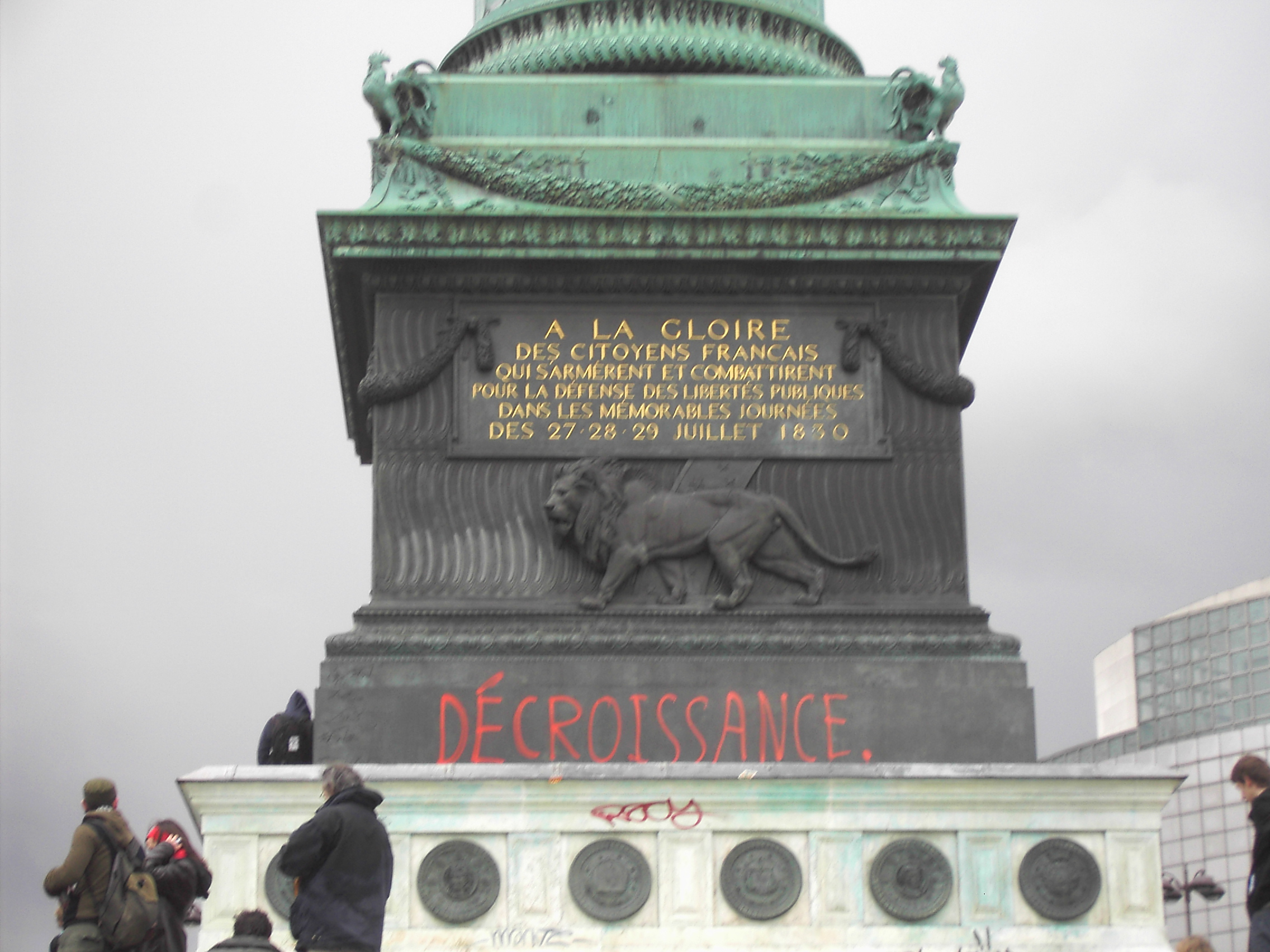
Plaza de la Bastilla (París) durante las manifestaciones contra el "Contrat de Première Embauche" el 28 de marzo de 2006.

En un primer plano, el movimiento se apoya en el principio de simplicidad voluntaria. A nivel organizativo, hay diversas asociaciones que se están formando en todo el mundo, aunque el movimiento es minoritario en la mayoría de países. Sin embargo, en Francia es donde está teniendo un mayor impulso (debido en parte a que muchos de sus ideólogos son de esta nacionalidad, como Latouche o Gorz). 
Uno de los aspectos más criticados por los decrecentistas en particular, y los críticos con el capitalismo actual en general, es el de la publicidad. Consideran que aparte de ser costosa por sí misma, es desproporcionadamente grande e incita al consumo creando nuevas necesidades, cumpliendo funciones de propaganda. Lo que se traduce finalmente en más desechos y agotamiento de recursos. Para 2012, un informe estima que el gasto de publicidad en línea será de 16.000 millones de euros en Europa, y que representará el 18 % de la publicidad total (que se estima en unos 90.000 millones de euros). Como comparación de cifras, el presupuesto del Ministerio de Educación y Ciencia de España, para 2007, ascendió a 5.566 millones de euros.
Existen grupos muy activos en Francia como Casseurs de pub (literalmente, rompedores de publicidad) que realizan acciones de protesta.

### Progetto km O
En el norte de Italia, algunas regiones han puesto en marcha el proyecto Kilómetro 0, que consiste en la creación de una etiqueta que garantiza que el producto es local. De esta forma, se eliminan los gastos de transporte y su contaminación asociadas. Además, esta etiqueta significa un impulso para los productos locales y de temporada

### Apoyo político
La mayor parte de partidos verdes incorporan en sus programas el concepto de «Decrecimiento», como por ejemplo Les Verts (Francia) o los Verdes Alemanes.
En España, Los Verdes-Grupo Verde, en su programa entienden que El desarrollo ecológicamente sostenible es el objetivo de la política económica verde, entendido como aquel modelo de desarrollo económico que garantice una creciente calidad de vida para el conjunto de la humanidad, sin comprometer la calidad de vida de las generaciones venideras, ni la conservación del planeta. En los países del «Norte», desarrollo sostenible puede significar decrecimiento económico, medido en términos del PIB, pero aumento en la calidad de vida.
En Francia se constituyó un partido pro-decrecimiento: Le Parti pour la Decroissance para las Elecciones al Parlamento Europeo de 2009. Sin embargo, la intención real era la constitución de una plataforma desde la cual presentar y divulgar el proyecto de decrecimiento.

## Decrecimiento y medios de comunicación
Que los grandes medios no hagan referencia a una corriente anticapitalista como es el decrecimiento no es casual. Noam Chomsky y Edward S. Herman en su libro Los guardianes de la libertad realizan un estudio sobre los condicionantes inherentes al sistema, que provocan que unas noticias lleguen a tener relevancia en los medios y que otras no lo tengan. Estos filtros son la magnitud y propiedad de los medios de comunicación, el beneplácito de la publicidad, el suministro de noticias a los medios, el castigo informativo y el anticomunismo como religión, refiriéndose al bloqueo a cualquier tendencia contraria al capitalismo.[cita requerida] El tapón que impide llegar al decrecimiento a los principales medios de comunicación podría estar en cualquiera de estos cinco filtros, pero actúa con especial fuerza en el primero y en el último. Según dice el catedrático de economía aplicada de la Universidad de Sevilla Juan Torres, los medios de comunicación son grandes empresas orientadas al beneficio de sus propietarios. Este tipo de empresas se beneficia del sistema, por lo que «los medios son herramientas para reproducir las lógicas del poder». «Es muy difícil que el discurso alternativo, sobre todo el alternativo al poder existente, tenga una cabida importante en los medios de comunicación. Los medios producen y reproducen las condiciones del poder existentes», explica el catedrático.[cita requerida]
Para que el decrecimiento y cualquier otra teoría alternativa tuviese una mayor presencia en la opinión pública, Juan Torres cree que los medios de comunicación deberían de ser principalmente más democráticos, para así reflejar los intereses generales y no los de sus propietarios. Un mayor reparto de los beneficios y un aumento de la pluralidad dentro de los propios medios servirían para acabar con la precariedad del periodismo y con la verticalidad vigente en la toma de decisiones. De este modo, el gran poder de los medios, el de construir un imaginario social, pasaría de sus propietarios a sus trabajadores y abriría la posibilidad de que discursos alternativos como el del decrecimiento entraran en el debate diario.

## Críticas

### Crítica liberal
Los cornucopianos son partidarios del liberalismo económico que muestran posturas totalmente contrarias a los decrecentistas y otras posturas más conservadoras como los neomaltusianos. Etimológicamente, “cornucopia” significa cuerno de la abundancia: cornu (cuerno) y copiae (abundancia). En la actualidad, esta imagen ha sido empleada como símbolo de la agricultura y el comercio.
Las principales tesis defendidas por los cornucopianos suelen ser optimistas y pragmáticas, aunque otros las consideran conservadoras, moralistas y excluyentes. Estas tesis suelen ver el crecimiento como sinónimo del progreso en general (y por lo tanto también de las mejoras ambientales) al mismo tiempo que defienden la confianza en el mercado libre, apoyándose en el optimismo tecnológico.

#### El crecimiento como opción verde
Los liberales estiman que el crecimiento económico propicia empleo, mejor calidad de vida, mejor educación y mejor sanidad; promoviendo asimismo la mejora de la situación ecológica. Es decir, piensan que el progreso de la tecnología, en un entorno de libertad, sirve también para mejorar las condiciones ambientales y reducir la contaminación.
Desde ese punto de vista, es la pobreza y no la riqueza la que degrada y utiliza mal el medio ambiente. Así, por ejemplo el presidente George W. Bush declaró en 2002:

Por ser la clave del progreso ambiental, por ser el proveedor de los recursos que permiten invertir en tecnologías limpias, el crecimiento es la solución, no el problema.

También suelen ver el progreso tecnológico como un aumento de la cantidad de conocimiento, pero sin implicar necesariamente un mayor empleo de los recursos físicos, ya que opinan que el progreso inventa continuamente tecnologías que utilizan los recursos más limpia y eficientemente.

#### Confianza en la autorregulación del mercado
En vez de una reducción controlada para gestionar la escasez, los liberales opinan que si, por ejemplo, las reservas de un recurso determinado no renovable comienzan a escasear, sería el propio mercado (entendido como la suma de las interacciones de los seres humanos) el que limitaría su extracción mediante dos mecanismos:
- La especulación económica y el alza de precios (ley de la oferta y la demanda).[131]
- Que provocaría la desviación de la atención hacia la financiación del desarrollo de tecnologías nuevas y energías alternativas.[131]

Sostienen que esta es la forma más racional de afrontar el problema, pues estiman que la ley natural del mercado es más eficaz que los sistemas de decisión centralizada (véase: cálculo económico, conocimiento disperso o tragedia de los comunes). Así, el capitalismo de mercado tendría como ventaja, por ejemplo, que la explotación de fuentes de energía que no eran económicamente viables hace 10 o 20 años, en estas nuevas condiciones, sí lo sea, y de esta forma continue el crecimiento económico que necesita la población.
Por su parte, las teorías ecológicas promercado sostienen que los problemas ambientales son causados en la mayoría de las ocasiones por una falta de claridad sobre los derechos de propiedad y sus externalidades.
La combinación de la confianza en el mercado y la destrucción creativa a su vez generan una confianza en el progreso tecnológico (que se explica en el siguiente apartado), que suele ser visto como un proceso beneficioso en el que continuamente se van inventando sustitutos antes de que los anteriores se agoten.

#### Antiambientalismo
Critican los pronósticos ambientalistas (de sobrexplotación de la biosfera y recursos, huella ecológica) por estar basados en modelos inadecuados que producen escenarios precarios que no retratan la dinámica económica en su perspectiva histórica. También existe un rechazo de los modelos decrecentistas (que identifican con la recesión económica), considerándolos entonces como modelos destructores de riqueza, que a su vez ocasionarían el deterioro del medio ambiente.

#### Oposición al control natal
A diferencia de los decrecentistas y otras posturas más conservadoras (como los neomaltusianos), que muestran posturas contrarias al crecimiento de la población, los cornucopianos suelen ver a la población y su crecimiento como un recurso tan útil como los recursos vitales. Es decir, suelen tomar posturas contrarias a las medidas de control natal.

### Crítica tecnológica

#### Confianza en el progreso de la ciencia (optimismo tecnológico)

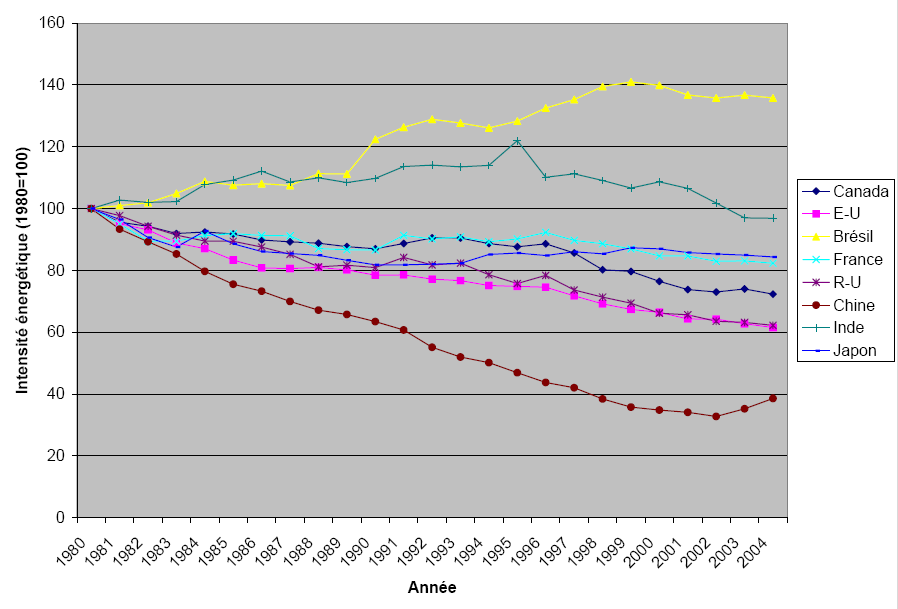
Evolución de la intensidad energética de las grandes economías mundiales desde 1980.

También existe la opinión de que el progreso de la ciencia resolverá el problema energético, de residuos y reducción de las materias primas. Se apoya en el espíritu de la Ilustración para desarrollar una visión tecnófila y optimista de la investigación científica. Piensan que el problema será superado mediante un amplio cóctel que incluye el desarrollo y avance de diversas disciplinas: informática, nanotecnologías, electrónica, digitalización, telecomunicaciones, biotecnología, ...etc Se basan por ejemplo en la hipótesis de una curva de Simon Kuznets (o en U invertida) de la función producción/contaminación. También argumentan que la disponibilidad y eficiencia de tierras para la producción alimentaria aumenta con el empleo de tecnologías nuevas y eficientes, como por ejemplo mejores agroquímicos, pesticidas y manipulación genética.
Se apoyan asimismo en la evolución de la intensidad energética (que es la relación entre el consumo de energía y de la producción) de las grandes economías, que ha disminuido en los últimos 20 años (ver gráfico). Por ejemplo, las investigaciones en energía nuclear podrían proporcionar soluciones energéticas a la crisis petrolífera. Y a largo plazo, los partidarios de las fusión nuclear predicen reactores de tipo ITER que podrían convertirse en fuentes de energía casi inacabables y poco o nada contaminantes —pues estos reactores funcionarían con isótopos extraídos del agua—.

#### Destrucción creativa (o crecimiento inmaterial)
El concepto económico del decrecimiento está fundado en la hipótesis que producir más implica siempre consumir más energía y materias primas, mientras que se disminuye la mano de obra, que es reemplazada por máquinas. Este análisis sin embargo es considerado falaz desde la hipótesis del crecimiento inmaterial, que estima que el progreso tecnológico permite producir más con menos, incluidos los servicios. Es lo que se conoce como destrucción creativa, es decir el proceso de desaparición en el mercado de empresas “viejas“ de un sector (o sus tecnologías antiguas y contaminantes) a causa de la innovación en ese sector que permite abaratar costos consumiendo menos energía y materia prima a cambio de mayor productividad.
A su vez esta reducción de costos y/o aumento de ganancias permite aumentar la capacidad de ahorro, que a su debido tiempo permite invertir en nuevos avances, que a su vez desplacen a los anteriores.
Según Robert Solow y Joseph Stiglitz, y en respuesta al desafío propuesto por la teoría de Georgescu-Roegen, el capital y el trabajo pueden sustituir a los recursos naturales ya sea directa o indirectamente en la producción, asegurando un crecimiento sostenido o al menos un desarrollo sostenible.
La teoría del crecimiento endógeno (que se puede entender como crecimiento desde dentro) considera que los factores humanos, como la educación, la capacitación en el trabajo o la innovación están tomando el relevo de un crecimiento basado hasta ahora principalmente en factores materiales. Así, la corriente de pensamiento (relacionada con la sociedad de la información) de la Noosfera, considera que la humanidad ha entrado en una nueva era tecnológica, y que será posible en adelante, gracias a la informática y a las telecomunicaciones crear riqueza mediante solo información y servicios. Y esta “producción inmaterial”, diversos autores la consideran como no-contaminante (Joël de Rosnay, Bernard Benhamou).
Sin embargo, hay que tener en cuenta que toda red necesita de un soporte material (satélites, cables, ordenadores...) y el tránsito de las informaciones implican también un coste energético. Para esta teoría, sin embargo, estos costes serían comparativamente minoritarios.
En respuesta a este supuesto crecimiento inmaterial, Latouche puntualiza que hasta ahora: esta nueva economía, más que reemplazar a la vieja, la completa. La actividad industrial ha retrocedido en términos relativos, pero no absolutos. En los últimos 20 años aún ha crecido un 17% en Europa y un 35% en Estados Unidos. Y por ejemplo en España, el PIB ha crecido un 74% y los inputs de materiales un 85%.

### Crítica marxista
Los marxistas diferencian entre 2 tipos de crecimiento: aquel que es útil para el ser humano, y aquel que simplemente busca aumentar los beneficios de las empresas. Por ejemplo, construir un nuevo hospital o un portaaviones militar producen ambos un aumento del crecimiento. 
Así, los marxistas consideran que es la naturaleza y el control de la producción lo que es determinante, y no la cantidad; y opinan que el control y la estrategia del crecimiento son los pilares que permitirían un desarrollo social y ecológico.
Jean Zin manifiesta que aunque la justificación de la necesidad del decrecimiento es válida, no lo es el modo en que se propone la solución. Zin ve un cierto voluntarismo idealista y una sobrevaloración de lo político mientras que las fuerzas sociales necesarias faltan completamente.
Vicenç Navarro es crítico con el decrecimiento planteado por Serge Latouche y los argumentos de Paul R. Ehrlich, posicionándose con Barry Commoner frente a las tesis de Ivan Illich.

### Críticas ecologistas
John Zerzan, ideólogo del anarcoprimitivismo, considera que la aspiración de algunos decrecentistas en Francia para integrarse en el juego parlamentario es mala debido a que si optan por esta vía de integración, la visión del decrecimiento quedará comprometida por la dinámica de partidos, además de que muchas de sus visiones, solo se limitan a medidas poco radicales como la “ciudad lenta”, la “alimentación lenta” o la idea de simplificación. También argumenta que todo el mundo va en la dirección del crecimiento industrial descontrolado, liderado por las economías emergentes, dejando a muchos decrecentistas con poco alcance debido a que carecen de una crítica sobre la totalidad del fenómeno. Por otro lado, suele concluir que la principal similitud con el primitivismo es la idea del antindustrialismo.

## Filmografía relacionada
- "Decrecimiento, del Mito de la Abundancia a la Simplicidad Voluntaria"(2016) Documental de Luis y Manuel Picazo Casariego.

- "l'an 01" (1973), de Jacques Doillon, Gébé, Alain Resnais y Jean Rouch.
- Ilha das flores (1989)
- El documental Les Glaneurs et la Glaneuse de Agnès Varda (2000)
- El documental We Feed the World de Erwin Wagenhofer (2005)
- Volem rien foutre al païs de Pierre Carles, Christophe Coello y Stéphane Goxe (2007)
- Decrecimiento y simplicidad voluntaria por Jean-Claude DECOURT (2007)[144]
- Comprar, tirar, comprar por Cosima Dannoritzer  (2011)[145]